# 近衛大将
近衛大将（このえ の だいしょう）は、日本の律令官制における令外官の一つ。宮中の警固などを司る左右の近衛府の長官。左近衛府には左近衛大将（さこんえのだいしょう）、右近衛府には右近衛大将（うこんえのだいしょう）が置かれ、それぞれ略して「左大将」「右大将」ともいい、左大将がより高位である。定員は各1名で権官はない。常設武官の最高職で、馬御監の兼任とされた。和訓は「ちかきまもりのつかさのかみ」。日本語における近代軍の階級呼称である大将はこれに由来する。

## 概要
奈良時代後期の天平神護元年（765年）に授刀衛を改組して近衛府が設置され、藤原蔵下麻呂が初めての近衛大将に任ぜられた。当初の官位相当は正三位で、延暦12年（793年）に従四位上相当に降格したが、平安時代初期の延暦18年（799年）に従三位相当に昇格した。大同2年（807年）に近衛府が左近衛府、中衛府が右近衛府に再編されると、藤原内麻呂が近衛大将から最初の左近衛大将、坂上田村麻呂が中衛大将から最初の右近衛大将に転じた。
古くは参議以上の兼官だったが、平安中期以後は大臣や大納言の兼官が一般的となったことで正三位以上の者の任官が通常となり、公卿の一員が就く官職として定着した。さらに、武官としての実質を失う一方で内大臣が空席となった際には大納言のうち下位の席次でも大将兼任者が昇進したことから、公卿が兼帯を渇望する官となる。納言で兼任した者は「右（左）大将何某」と呼ばれることが多く、従三位相当ながら（正三位相当の）大納言よりも上位と認識されていたことが見て取れる（ただし、摂関家嫡男などの場合は権中納言で大将を兼任する例がよく見られた）。
なお、大将を兼ねる大臣（左大臣・右大臣・内大臣）が摂政・関白に就いたり太政大臣に昇進したりすると、大将を辞める例であった。平安中期以降、大将には主に摂関家・大臣家の子弟や天皇外戚家出身者、皇子・皇孫（親王の子）の賜姓源氏らが任じられ、それらの大部分が大臣に昇進した。こうして貴族の中でも最上級の家格の者が大将に任じられるようになり、中世以降の摂家や清華家につながっていく。

## 近衛大将をめぐる逸話
近衛大将は職務の実質を失ってもむしろ大臣に次ぐ名誉の職とみなされ羨望の的となり、これをめぐる相克も多かった。
貞元2年（977年）、関白藤原兼通は死を前にした最後の除目で政敵である弟兼家の右大将を奪った。その時、居並ぶ公卿は後任の希望者を問われて誰も応ええず、もう一度問われて駄目で元々と権中納言藤原済時が名乗り出てその場で任ぜられた。
寛治7年（1093年）12月27日、左大臣源俊房が左大将を兼ねた。当時の右大臣は同母弟の顕房であり、また右大将は顕房の子雅実である。左右の大臣と大将がすべて源氏（村上源氏）で占められたのはこれが初めてであると藤原宗忠が『中右記』に記している。
保延5年（1139年）に徳大寺実能が上臈の三条実行と源雅定を超越して右大将になった際には、実行と雅定は籠居してしまった。2人は翌年にも左大将の地位を争ったが、『今鏡』によると治天の君である鳥羽法皇がわざわざ崇徳天皇のもとを訪れて雅定を推したために、雅定が任じられたという。
これより先、白河上皇は藤原宗通を大将に任じようとしたが堀河天皇が許さなかったといい、『平治物語』によれば、後白河上皇の院近臣であった権中納言藤原信頼が大臣大将兼任を希望した際に信西はこの例を引いて退け、これが平治の乱の原因の一つとなったという。また『平家物語』では権大納言藤原成親が大将を望んで平宗盛に先を越されたために鹿ケ谷の陰謀に与したとされる。ただし、信頼・成親ともに、本来は大将に就任しうる家格ではなかった。これらの逸話は、文学的虚構の可能性が高い。
応仁の乱の最中、文明5年（1473年）12月の除目では、大将の希望者がまったく現れないという事態が起きている。

## 武家政権時代の近衛大将
建久元年（1190年）、源頼朝は平治の乱で伊豆国に流罪となって以来初めて上洛し、権大納言と右大将に任ぜられた。わずかな期間（右大将在任は11月24日 - 12月4日）で両職を辞したものの、朝廷及び武家社会における自己の立場の権威づけに成功し、鎌倉幕府確立への道筋をつけた。「幕府」とは本来は近衛大将の唐名であり、右大将就任をもって幕府の成立とする見方もある。なお、3代将軍源実朝は右大将よりも高位の左大将を望んで任ぜられている。
その後、武家ではわずかに鎌倉7代将軍惟康親王（源惟康）が右大将に3ヶ月余在任したのみで、大将任官者は摂家・清華家でほぼ占められていたところ、永和4年（1378年）の室町幕府3代将軍足利義満に至り、権大納言兼右大将に任官した。以後の官位官職の昇任は速く太政大臣に至り、やがて院権力をも吸収していく。これ以降は足利将軍が右大将に任官することが慣例となったが、これは足利氏が摂家・清華家に匹敵する家格であることを示す重要な儀礼的意義があったとする見方がある。
織田信長は室町15代将軍足利義昭を追放した後、天正3年（1575年）11月に権大納言・右大将に任ぜられ、左中将のままであった義昭の上位に立った。これは足利将軍家の右大将任官の伝統に連なり、足利氏にかわる武家政権の長の地位を公認するものであり、信長は以降「上様」と称されて将軍同等とみなされた。
江戸時代には左大将の地位を摂家が独占した（徳川将軍ですら例外的に4名が任じられたのみであった）。右大将は基本的に清華家のみが任じられたが、江戸幕府においては3代家光以降、員外の武家官位として将軍宣下と（ほぼ）同時に任官した。ただし家重・家慶・家定の場合は将軍世子時代に任官している。

## 唐名
以下のような唐名がある。
- 羽林大将軍

北辰を保護する羽林天軍のように、天子を守護する意。訓読みして「はねのはやし」「はのはやし」とも言った。
- 親衛大将軍
- 虎牙大将軍
- 幕府
- 幕下（ばっか）
- 柳営

漢の武将周亜夫が細柳（陝西省咸陽市付近）の地に駐留して陣営を構えた故事による。近衛大将を含む大将全般の唐名として差し支えないと考えた室町時代の公卿一条兼良は、応永27年（1420年）左近衛大将となった際に、詠草に柳営と記した。これを見咎めた征夷大将軍義持が後小松上皇に訴えたため、兼良が一時期逼塞したことがある。この件以後、柳営はもっぱら征夷大将軍の唐名としてのみ用いられるようになった。

## 近衛大将の一覧
近衛大将（左近衛大将・右近衛大将）を務めた人物の一覧。
- 本一覧の作成に当たっては、左・右大将それぞれの在職期間が対応するように適宜工夫をした。
- 1年以上の欠官や一方の在職期間に対応する他方の任官者が不在の場合には、（欠）を置いた。
- ただし、南朝での任官者については正確な補任記録を欠いているため、この限りではない。
- 辞任年月日の※印は、死没による辞任であることを示す。

### 左右近衛府改編以前
| 近衛大将     | 在職（就任 - 辞任）                                                    | 在職（就任 - 辞任）                                                    | 在職（就任 - 辞任）                                                    | 在職（就任 - 辞任）                                                    | 在職（就任 - 辞任）                                                    | 備考             |
| ------------ | ---------------------------------------------------------------------- | ---------------------------------------------------------------------- | ---------------------------------------------------------------------- | ---------------------------------------------------------------------- | ---------------------------------------------------------------------- | ---------------- |
| 藤原御楯     | - 天平宝字5年1月（761年2月）見 - 天平宝字8年6月9日（764年7月12日）辞※  | - 天平宝字5年1月（761年2月）見 - 天平宝字8年6月9日（764年7月12日）辞※  | - 天平宝字5年1月（761年2月）見 - 天平宝字8年6月9日（764年7月12日）辞※  | - 天平宝字5年1月（761年2月）見 - 天平宝字8年6月9日（764年7月12日）辞※  | - 天平宝字5年1月（761年2月）見 - 天平宝字8年6月9日（764年7月12日）辞※  | 授刀督           |
| 藤原真楯     | 天平宝字8年9月11日（764年10月10日）任 -                                | 天平宝字8年9月11日（764年10月10日）任 -                                | 天平宝字8年9月11日（764年10月10日）任 -                                | 天平宝字8年9月11日（764年10月10日）任 -                                | 天平宝字8年9月11日（764年10月10日）任 -                                | 授刀大将         |
| 藤原蔵下麻呂 | 天平神護元年2月8日（765年3月3日）任 - 神護景雲4年9月（770年10月）見 -  | 天平神護元年2月8日（765年3月3日）任 - 神護景雲4年9月（770年10月）見 -  | 天平神護元年2月8日（765年3月3日）任 - 神護景雲4年9月（770年10月）見 -  | 天平神護元年2月8日（765年3月3日）任 - 神護景雲4年9月（770年10月）見 -  | 天平神護元年2月8日（765年3月3日）任 - 神護景雲4年9月（770年10月）見 -  |                  |
| 藤原魚名     | 宝亀4年（773年）任 - 宝亀11年（780年）見 -                             | 宝亀4年（773年）任 - 宝亀11年（780年）見 -                             | 宝亀4年（773年）任 - 宝亀11年（780年）見 -                             | 宝亀4年（773年）任 - 宝亀11年（780年）見 -                             | 宝亀4年（773年）任 - 宝亀11年（780年）見 -                             |                  |
| 藤原田麻呂   | 天応元年6月27日（781年7月22日）任 - 延暦2年3月19日（783年4月25日）辞※  | 天応元年6月27日（781年7月22日）任 - 延暦2年3月19日（783年4月25日）辞※  | 天応元年6月27日（781年7月22日）任 - 延暦2年3月19日（783年4月25日）辞※  | 天応元年6月27日（781年7月22日）任 - 延暦2年3月19日（783年4月25日）辞※  | 天応元年6月27日（781年7月22日）任 - 延暦2年3月19日（783年4月25日）辞※  |                  |
| 紀船守       | 延暦4年1月15日（785年2月28日）任 - 延暦11年4月2日（792年4月27日）辞※   | 延暦4年1月15日（785年2月28日）任 - 延暦11年4月2日（792年4月27日）辞※   | 延暦4年1月15日（785年2月28日）任 - 延暦11年4月2日（792年4月27日）辞※   | 延暦4年1月15日（785年2月28日）任 - 延暦11年4月2日（792年4月27日）辞※   | 延暦4年1月15日（785年2月28日）任 - 延暦11年4月2日（792年4月27日）辞※   |                  |
| 大中臣諸魚   | 延暦11年4月21日（792年5月16日）任 - 延暦16年2月21日（797年3月23日）辞※ | 延暦11年4月21日（792年5月16日）任 - 延暦16年2月21日（797年3月23日）辞※ | 延暦11年4月21日（792年5月16日）任 - 延暦16年2月21日（797年3月23日）辞※ | 延暦11年4月21日（792年5月16日）任 - 延暦16年2月21日（797年3月23日）辞※ | 延暦11年4月21日（792年5月16日）任 - 延暦16年2月21日（797年3月23日）辞※ |                  |
| 藤原内麻呂   | 延暦16年3月11日（797年4月12日）任 - 大同2年4月22日（807年6月1日）辞    | 延暦16年3月11日（797年4月12日）任 - 大同2年4月22日（807年6月1日）辞    | 延暦16年3月11日（797年4月12日）任 - 大同2年4月22日（807年6月1日）辞    | 延暦16年3月11日（797年4月12日）任 - 大同2年4月22日（807年6月1日）辞    | 延暦16年3月11日（797年4月12日）任 - 大同2年4月22日（807年6月1日）辞    | 左近衛大将に移行 |

### 平安時代
| 左近衛大将        | 就任                                | 辞任                                |        | 右近衛大将      | 就任                               | 辞任                               |
| ----------------- | ----------------------------------- | ----------------------------------- | ------ | --------------- | ---------------------------------- | ---------------------------------- |
| 藤原内麻呂        | 大同2年4月22日 （807年6月1日）      | 弘仁3年10月6日※ （812年11月13日）   |        | 坂上田村麻呂    | 大同2年4月22日 （807年6月1日）     | 弘仁2年5月23日※ （811年6月17日）   |
| 藤原内麻呂        | 大同2年4月22日 （807年6月1日）      | 弘仁3年10月6日※ （812年11月13日）   |        | 巨勢野足        | 弘仁2年6月1日 （811年6月24日）     | 弘仁7年12月1日 （816年12月23日）   |
| 藤原冬嗣          | 弘仁3年12月5日 （813年1月10日）     | 天長3年7月24日※ （826年8月30日）    |        | 巨勢野足        | 弘仁2年6月1日 （811年6月24日）     | 弘仁7年12月1日 （816年12月23日）   |
| 藤原冬嗣          | 弘仁3年12月5日 （813年1月10日）     | 天長3年7月24日※ （826年8月30日）    |        | 文室綿麻呂      | 弘仁7年12月1日 （816年12月23日）   | 弘仁14年4月18日 （823年5月31日）   |
| 藤原冬嗣          | 弘仁3年12月5日 （813年1月10日）     | 天長3年7月24日※ （826年8月30日）    |        | 良岑安世        | 弘仁14年5月1日 （823年6月12日）    | 天長7年7月6日※ （830年7月29日）    |
| 清原夏野          | 天長3年8月21日 （826年9月26日）     | 承和4年6月8日 （837年7月13日）      |        | 良岑安世        | 弘仁14年5月1日 （823年6月12日）    | 天長7年7月6日※ （830年7月29日）    |
| 清原夏野          | 天長3年8月21日 （826年9月26日）     | 承和4年6月8日 （837年7月13日）      |        | 藤原吉野        | 天長7年8月4日 （830年8月25日）     | 天長10年3月15日 （833年4月8日）    |
| 清原夏野          | 天長3年8月21日 （826年9月26日）     | 承和4年6月8日 （837年7月13日）      |        | 橘氏公          | 天長10年3月24日 （833年4月17日）   | 承和9年7月11日 （842年8月20日）    |
| 源常              | 承和4年6月23日 （837年7月28日）     | 仁寿4年6月13日※ （854年7月11日）    |        | 橘氏公          | 天長10年3月24日 （833年4月17日）   | 承和9年7月11日 （842年8月20日）    |
| 源常              | 承和4年6月23日 （837年7月28日）     | 仁寿4年6月13日※ （854年7月11日）    |        | 藤原良房        | 承和9年7月11日 （842年8月20日）    | 仁寿4年8月28日 （854年9月23日）    |
| 藤原良房          | 仁寿4年8月28日 （854年9月23日）     | 斉衡4年2月19日 （857年3月18日）     |        | 源信            | 仁寿4年8月28日 （854年9月23日）    | 仁寿4年9月23日 （854年10月18日）   |
| 藤原良房          | 仁寿4年8月28日 （854年9月23日）     | 斉衡4年2月19日 （857年3月18日）     |        | 藤原良相        | 仁寿4年9月23日 （854年10月18日）   | 天安元年4月19日 （857年5月16日）   |
| 藤原良相          | 天安元年4月19日 （857年5月16日）    | 貞観8年12月13日 （867年1月22日）    |        | 安倍安仁        | 天安元年4月19日 （857年5月16日）   | 天安2年11月21日 （858年12月29日）  |
| 藤原良相          | 天安元年4月19日 （857年5月16日）    | 貞観8年12月13日 （867年1月22日）    |        | 源定            | 天安2年11月21日 （858年12月29日）  | 貞観5年1月3日※ （863年1月25日）    |
| 藤原良相          | 天安元年4月19日 （857年5月16日）    | 貞観8年12月13日 （867年1月22日）    |        | 藤原氏宗        | 貞観5年2月10日 （863年3月3日）     | 貞観8年12月16日 （867年1月25日）   |
| 藤原氏宗          | 貞観8年12月16日 （867年1月25日）    | 貞観10年5月3日 （868年5月28日）     |        | 藤原常行        | 貞観8年12月16日 （867年1月25日）   | 貞観17年2月17日※ （875年3月28日）  |
| 藤原基経          | 貞観10年5月26日 （868年6月20日）    | 貞観19年2月29日 （877年3月17日）    |        | 藤原常行        | 貞観8年12月16日 （867年1月25日）   | 貞観17年2月17日※ （875年3月28日）  |
| 藤原基経          | 貞観10年5月26日 （868年6月20日）    | 貞観19年2月29日 （877年3月17日）    |        | 藤原良世        | 貞観17年2月27日 （875年4月7日）    | 仁和5年1月16日 （889年2月19日）    |
| 源多              | 貞観19年2月29日 （877年3月17日）    | 仁和4年10月17日※ （888年11月24日）  |        | 藤原良世        | 貞観17年2月27日 （875年4月7日）    | 仁和5年1月16日 （889年2月19日）    |
| 藤原良世          | 仁和5年1月16日 （889年2月19日）     | 寛平5年2月22日 （893年3月13日）     |        | 源能有          | 仁和5年1月16日 （889年2月19日）    | 寛平5年2月22日 （893年3月13日）    |
| 源能有            | 寛平5年2月22日 （893年3月13日）     | 寛平9年6月8日※ （897年7月11日）     |        | 藤原時平        | 寛平5年2月22日 （893年3月13日）    | 寛平9年6月19日 （897年7月22日）    |
| 藤原時平          | 寛平9年6月19日 （897年7月22日）     | 延喜9年4月4日※ （909年4月26日）     |        | 菅原道真        | 寛平9年6月19日 （897年7月22日）    | 昌泰4年1月25日 （901年2月16日）    |
| 藤原時平          | 寛平9年6月19日 （897年7月22日）     | 延喜9年4月4日※ （909年4月26日）     |        | 藤原定国        | 昌泰4年1月25日 （901年2月16日）    | 延喜6年7月3日※ （906年7月26日）    |
| 藤原時平          | 寛平9年6月19日 （897年7月22日）     | 延喜9年4月4日※ （909年4月26日）     |        | 源光            | 延喜6年8月25日 （906年9月16日）    | 延喜9年4月22日 （909年5月14日）    |
| 源光              | 延喜9年4月22日 （909年5月14日）     | 延喜13年3月12日※ （913年4月21日）   |        | 平惟範          | 延喜9年4月22日 （909年5月14日）    | 延喜9年9月18日※ （909年11月3日）   |
| 源光              | 延喜9年4月22日 （909年5月14日）     | 延喜13年3月12日※ （913年4月21日）   |        | 藤原忠平        | 延喜9年9月27日 （909年11月12日）   | 延喜13年4月15日 （913年5月23日）   |
| 藤原忠平          | 延喜13年4月15日 （913年5月23日）    | 延長8年12月17日 （931年1月8日）     |        | 藤原道明        | 延喜13年4月15日 （913年5月23日）   | 延喜19年9月 （919年－月）          |
| 藤原忠平          | 延喜13年4月15日 （913年5月23日）    | 延長8年12月17日 （931年1月8日）     |        | 藤原定方        | 延喜19年9月13日 （919年10月9日）   | 延長8年12月17日 （931年1月8日）    |
| 藤原定方          | 延長8年12月17日 （931年1月8日）     | 承平2年8月4日※ （932年9月6日）      |        | 藤原仲平        | 延長8年12月17日 （931年1月8日）    | 承平2年8月30日 （932年10月2日）    |
| 藤原仲平          | 承平2年8月30日 （932年10月2日）     | 天慶8年9月2日 （945年10月10日）     |        | 藤原保忠        | 承平2年8月30日 （932年10月2日）    | 承平6年7月14日※ （936年8月3日）    |
| 藤原仲平          | 承平2年8月30日 （932年10月2日）     | 天慶8年9月2日 （945年10月10日）     |        | 藤原恒佐        | 承平6年8月15日 （936年9月3日）     | 承平8年5月5日※ （938年6月5日）     |
| 藤原仲平          | 承平2年8月30日 （932年10月2日）     | 天慶8年9月2日 （945年10月10日）     |        | 藤原実頼        | 承平8年6月23日 （938年7月22日）    | 天慶8年11月25日 （946年1月1日）    |
| 藤原実頼          | 天慶8年11月25日 （946年1月1日）     | 天暦11年3月20日 （957年4月22日）    |        | 藤原師輔        | 天慶8年11月25日 （946年1月1日）    | 天暦9年6月17日 （955年7月9日）     |
| 藤原実頼          | 天慶8年11月25日 （946年1月1日）     | 天暦11年3月20日 （957年4月22日）    |        | 藤原顕忠        | 天暦9年7月24日 （955年8月14日）    | 天暦11年4月25日 （957年5月27日）   |
| 藤原顕忠          | 天暦11年4月25日 （957年5月27日）    | 康保2年4月21日 （965年5月24日）     |        | 藤原師尹        | 天暦11年4月25日 （957年5月27日）   | 安和2年3月26日 （969年4月15日）    |
| 源高明            | 康保2年5月11日 （965年6月12日）     | 安和2年3月25日 （969年4月14日）     |        | 藤原師尹        | 天暦11年4月25日 （957年5月27日）   | 安和2年3月26日 （969年4月15日）    |
| 藤原師尹          | 安和2年3月26日 （969年4月15日）     | 安和2年10月9日 （969年11月21日）    |        | 藤原伊尹        | 安和2年3月26日 （969年4月15日）    | 安和2年11月11日 （969年12月22日）  |
| 藤原伊尹          | 安和2年11月11日 （969年12月22日）   | 天禄元年7月28日 （970年9月1日）     |        | 藤原頼忠        | 安和2年11月11日 （969年12月22日）  | 天禄元年8月5日 （970年9月8日）     |
| 藤原頼忠          | 天禄元年8月5日 （970年9月8日）      | 貞元2年11月3日 （977年12月15日）    |        | 藤原兼家        | 天禄元年8月5日 （970年9月8日）     | 貞元2年10月11日 （977年11月24日）  |
| 藤原頼忠          | 天禄元年8月5日 （970年9月8日）      | 貞元2年11月3日 （977年12月15日）    |        | 藤原済時        | 貞元2年10月11日 （977年11月24日）  | 永祚2年6月1日 （990年6月25日）     |
| 藤原朝光          | 貞元2年12月10日 （978年1月21日）    | 永延3年6月27日 （989年8月1日）      |        | 藤原済時        | 貞元2年10月11日 （977年11月24日）  | 永祚2年6月1日 （990年6月25日）     |
| 藤原道隆          | 永延3年7月13日 （989年8月16日）     | 永祚2年6月1日 （990年6月25日）      |        | 藤原済時        | 貞元2年10月11日 （977年11月24日）  | 永祚2年6月1日 （990年6月25日）     |
| 藤原済時          | 永祚2年6月1日 （990年6月25日）      | 長徳元年4月23日 （995年5月25日）    |        | 藤原道兼        | 永祚2年6月1日 （990年6月25日）     | 長徳元年4月27日 （995年5月29日）   |
| （欠）            | （欠）                              | （欠）                              |        | 藤原道長        | 長徳元年4月27日 （995年5月29日）   | 長徳元年6月21日 （995年7月21日）   |
| 藤原道長          | 長徳元年6月21日 （995年7月21日）    | 長徳2年8月9日 （996年9月24日）      |        | 藤原顕光        | 長徳元年6月21日 （995年7月21日）   | 長徳2年12月29日 （997年2月9日）    |
| 藤原公季          | 長徳2年9月8日 （996年10月22日）     | 長和4年10月27日 （1015年12月11日）  |        | 藤原顕光        | 長徳元年6月21日 （995年7月21日）   | 長徳2年12月29日 （997年2月9日）    |
| 藤原公季          | 長徳2年9月8日 （996年10月22日）     | 長和4年10月27日 （1015年12月11日）  |        | 藤原道綱        | 長徳2年12月29日 （997年2月9日）    | 長保3年7月13日 （1001年8月4日）    |
| 藤原公季          | 長徳2年9月8日 （996年10月22日）     | 長和4年10月27日 （1015年12月11日）  |        | 藤原実資        | 長保3年8月25日 （1001年9月15日）   | 長久4年11月2日 （1043年12月6日）   |
| 藤原頼通          | 長和4年10月27日 （1015年12月11日）  | 長和6年3月22日 （1017年4月21日）    |        | 藤原実資        | 長保3年8月25日 （1001年9月15日）   | 長久4年11月2日 （1043年12月6日）   |
| 藤原教通          | 長和6年4月3日 （1017年5月1日）      | 康平5年4月11日 （1062年5月22日）    |        | 藤原実資        | 長保3年8月25日 （1001年9月15日）   | 長久4年11月2日 （1043年12月6日）   |
| 藤原教通          | 長和6年4月3日 （1017年5月1日）      | 康平5年4月11日 （1062年5月22日）    |        | 藤原通房        | 長久4年11月27日 （1043年12月31日） | 長久5年4月27日※ （1044年5月26日）  |
| 藤原教通          | 長和6年4月3日 （1017年5月1日）      | 康平5年4月11日 （1062年5月22日）    | （欠） |                 |                                    |                                    |
| 藤原教通          | 長和6年4月3日 （1017年5月1日）      | 康平5年4月11日 （1062年5月22日）    |        | 藤原頼宗        | 寛徳2年10月23日 （1045年12月4日）  | 康平7年12月19日 （1065年1月28日）  |
| 藤原師実          | 康平5年4月22日 （1062年6月2日）     | 承保2年10月27日 （1075年12月7日）   |        | 藤原頼宗        | 寛徳2年10月23日 （1045年12月4日）  | 康平7年12月19日 （1065年1月28日）  |
| 藤原師実          | 康平5年4月22日 （1062年6月2日）     | 承保2年10月27日 （1075年12月7日）   |        | 源師房          | 康平7年12月26日 （1065年2月4日）   | 承保2年12月15日 （1076年1月23日）  |
| 源師房            | 承保2年12月15日 （1076年1月23日）   | 承保4年2月17日※ （1077年3月14日）   |        | 藤原信長        | 承保2年12月15日 （1076年1月23日）  | 承暦4年8月14日 （1080年8月31日）   |
| 藤原師通          | 承保4年4月9日 （1077年5月3日）      | 寛治7年12月21日 （1094年1月10日）   |        | 藤原信長        | 承保2年12月15日 （1076年1月23日）  | 承暦4年8月14日 （1080年8月31日）   |
| 藤原師通          | 承保4年4月9日 （1077年5月3日）      | 寛治7年12月21日 （1094年1月10日）   |        | 源顕房          | 承暦4年8月22日 （1080年9月8日）    | 寛治7年10月23日 （1093年11月14日） |
| 藤原師通          | 承保4年4月9日 （1077年5月3日）      | 寛治7年12月21日 （1094年1月10日）   |        | 源雅実          | 寛治7年11月20日 （1093年12月11日） | 康和5年12月21日 （1104年1月20日）  |
| 源俊房            | 寛治7年12月27日 （1094年1月16日）   | 寛治8年3月23日 （1094年4月10日）    |        | 源雅実          | 寛治7年11月20日 （1093年12月11日） | 康和5年12月21日 （1104年1月20日）  |
| 藤原忠実          | 寛治8年3月28日 （1094年4月15日）    | 康和4年11月25日 （1103年1月5日）    |        | 源雅実          | 寛治7年11月20日 （1093年12月11日） | 康和5年12月21日 （1104年1月20日）  |
| （欠）            |                                     |                                     |        | 源雅実          | 寛治7年11月20日 （1093年12月11日） | 康和5年12月21日 （1104年1月20日）  |
| 源雅実            | 康和5年12月21日 （1104年1月20日）   | 元永2年2月6日 （1119年3月18日）     |        | 藤原家忠        | 康和5年12月21日 （1104年1月20日）  | 保安2年3月12日 （1121年4月1日）    |
| 藤原忠通          | 元永2年2月6日 （1119年3月18日）     | 保安2年3月11日 （1121年3月31日）    |        | 藤原家忠        | 康和5年12月21日 （1104年1月20日）  | 保安2年3月12日 （1121年4月1日）    |
| 藤原家忠          | 保安2年3月12日 （1121年4月1日）     | 長承4年2月8日 （1135年3月24日）     |        | 源有仁          | 保安2年3月12日 （1121年4月1日）    | 長承4年2月8日 （1135年3月24日）    |
| 源有仁            | 長承4年2月8日 （1135年3月24日）     | 保延5年12月14日 （1140年1月5日）    |        | 藤原頼長        | 長承4年2月8日 （1135年3月24日）    | 保延5年12月16日 （1140年1月7日）   |
| 藤原頼長          | 保延5年12月16日 （1140年1月7日）    | 保延6年2月22日 （1140年3月12日）    |        | 藤原実能        | 保延5年12月16日 （1140年1月7日）   | 仁平4年8月18日 （1154年9月27日）   |
| 源雅定            | 保延6年12月7日 （1141年1月16日）    | 仁平4年5月28日 （1154年7月10日）    |        | 藤原実能        | 保延5年12月16日 （1140年1月7日）   | 仁平4年8月18日 （1154年9月27日）   |
| 藤原実能          | 仁平4年8月18日 （1154年9月27日）    | 久寿3年2月26日 （1156年3月19日）    |        | 藤原兼長        | 仁平4年8月18日 （1154年9月27日）   | 保元元年7月27日 （1156年8月14日）  |
| 藤原公教          | 久寿3年3月4日 （1156年3月26日）     | 永暦元年7月7日 （1160年8月10日）    |        | 藤原兼長        | 仁平4年8月18日 （1154年9月27日）   | 保元元年7月27日 （1156年8月14日）  |
| 藤原公教          | 久寿3年3月4日 （1156年3月26日）     | 永暦元年7月7日 （1160年8月10日）    |        | 藤原公能        | 保元元年9月8日 （1156年9月24日）   | 永暦2年8月11日※ （1161年9月2日）   |
| 藤原基房          | 永暦元年8月14日 （1160年9月15日）   | 永万2年8月17日 （1166年9月13日）    |        | 藤原公能        | 保元元年9月8日 （1156年9月24日）   | 永暦2年8月11日※ （1161年9月2日）   |
| 藤原基房          | 永暦元年8月14日 （1160年9月15日）   | 永万2年8月17日 （1166年9月13日）    |        | 藤原兼実        | 永暦2年8月19日 （1161年9月10日）   | 仁安元年8月27日 （1166年9月23日）  |
| 藤原兼実          | 仁安元年8月27日 （1166年9月23日）   | 仁安元年10月21日 （1166年11月15日） |        | 藤原忠雅        | 仁安元年8月27日 （1166年9月23日）  | 仁安3年8月10日 （1168年9月13日）   |
| 藤原経宗          | 仁安元年10月21日 （1166年11月15日） | 仁安3年8月9日 （1168年9月12日）     |        | 藤原忠雅        | 仁安元年8月27日 （1166年9月23日）  | 仁安3年8月10日 （1168年9月13日）   |
| 藤原師長          | 仁安3年9月4日 （1168年10月6日）     | 仁安3年11月21日 （1168年12月21日）  |        | 源雅通          | 仁安3年8月12日 （1168年9月15日）   | 仁安3年11月21日 （1168年12月21日） |
| 藤原師長 （還任） | 仁安3年12月16日 （1169年1月15日）   | 安元3年1月24日 （1177年2月24日）    |        | 源雅通 （還任） | 仁安3年12月16日 （1169年1月15日）  | 承安4年7月8日 （1174年8月7日）     |
| 藤原師長 （還任） | 仁安3年12月16日 （1169年1月15日）   | 安元3年1月24日 （1177年2月24日）    |        | 平重盛          | 承安4年7月8日 （1174年8月7日）     | 安元3年1月24日 （1177年2月24日）   |
| 平重盛            | 安元3年1月24日 （1177年2月24日）    | 安元3年6月5日 （1177年7月2日）      |        | 平宗盛          | 安元3年1月24日 （1177年2月24日）   | 治承2年7月10日 （1178年8月24日）   |
| 藤原実定          | 治承元年12月27日 （1178年1月17日）  | 文治2年11月27日 （1187年1月8日）    |        | 平宗盛          | 安元3年1月24日 （1177年2月24日）   | 治承2年7月10日 （1178年8月24日）   |
| 藤原実定          | 治承元年12月27日 （1178年1月17日）  | 文治2年11月27日 （1187年1月8日）    |        | 平宗盛 （還任） | 治承2年12月2日 （1179年1月11日）   | 治承3年2月28日 （1179年4月6日）    |
| 藤原実定          | 治承元年12月27日 （1178年1月17日）  | 文治2年11月27日 （1187年1月8日）    |        | 九条良通        | 治承3年11月19日 （1179年12月19日） | 文治2年11月27日 （1187年1月8日）   |

### 鎌倉時代
| 左近衛大将   | 就任                               | 辞任                               |  | 右近衛大将          | 就任                                | 辞任                                  |
| ------------ | ---------------------------------- | ---------------------------------- |  | ------------------- | ----------------------------------- | ------------------------------------- |
| 九条良通     | 文治2年11月27日 （1187年1月8日）   | 文治4年2月20日※ （1188年3月19日）  |  | 三条実房            | 文治2年11月27日 （1187年1月8日）    | 文治4年10月14日 （1188年11月4日）     |
| 三条実房     | 文治4年10月14日 （1188年11月4日）  | 文治5年12月30日 （1190年2月6日）   |  | 藤原兼雅            | 文治4年10月14日 （1188年11月4日）   | 建久元年11月24日 （1190年12月22日）   |
| 九条良経     | 文治5年12月30日 （1190年2月6日）   | 建久9年1月16日 （1198年2月23日）   |  | 藤原兼雅            | 文治4年10月14日 （1188年11月4日）   | 建久元年11月24日 （1190年12月22日）   |
| 九条良経     | 文治5年12月30日 （1190年2月6日）   | 建久9年1月16日 （1198年2月23日）   |  | 源頼朝              | 建久元年11月24日 （1190年12月22日） | 建久元年12月4日 （1191年1月1日）      |
| 九条良経     | 文治5年12月30日 （1190年2月6日）   | 建久9年1月16日 （1198年2月23日）   |  | 藤原頼実            | 建久2年3月6日 （1191年4月1日）      | 建久10年1月20日 （1199年2月16日）     |
| 近衛家実     | 建久9年1月19日 （1198年2月26日）   | 元久3年3月28日 （1206年5月7日）    |  | 藤原頼実            | 建久2年3月6日 （1191年4月1日）      | 建久10年1月20日 （1199年2月16日）     |
| 近衛家実     | 建久9年1月19日 （1198年2月26日）   | 元久3年3月28日 （1206年5月7日）    |  | 源通親              | 建久10年1月20日 （1199年2月16日）   | 建仁2年10月21日※ （1202年11月7日）    |
| 近衛家実     | 建久9年1月19日 （1198年2月26日）   | 元久3年3月28日 （1206年5月7日）    |  | 花山院忠経          | 建仁2年11月3日 （1202年12月18日）   | 建永2年4月10日 （1207年5月8日）       |
| 九条道家     | 建永元年6月16日 （1206年7月23日）  | 建保6年2月26日 （1218年3月24日）   |  | 花山院忠経          | 建仁2年11月3日 （1202年12月18日）   | 建永2年4月10日 （1207年5月8日）       |
| 九条道家     | 建永元年6月16日 （1206年7月23日）  | 建保6年2月26日 （1218年3月24日）   |  | 徳大寺公継          | 建永2年4月10日 （1207年5月8日）     | 承元4年1月14日 （1210年2月9日）       |
| 九条道家     | 建永元年6月16日 （1206年7月23日）  | 建保6年2月26日 （1218年3月24日）   |  | 三条公房            | 承元4年1月14日 （1210年2月9日）     | 建保5年1月26日 （1217年3月5日）       |
| 九条道家     | 建永元年6月16日 （1206年7月23日）  | 建保6年2月26日 （1218年3月24日）   |  | 久我通光            | 建保5年1月28日 （1217年3月7日）     | 承久元年11月10日 （1219年12月18日）   |
| 源実朝       | 建保6年3月6日 （1218年4月2日）     | 建保7年1月27日※ （1219年2月13日）  |  | 久我通光            | 建保5年1月28日 （1217年3月7日）     | 承久元年11月10日 （1219年12月18日）   |
| 近衛家通     | 建保7年閏2月25日 （1219年4月11日） | 貞応3年8月11日※ （1224年9月25日）  |  | 久我通光            | 建保5年1月28日 （1217年3月7日）     | 承久元年11月10日 （1219年12月18日）   |
| 近衛家通     | 建保7年閏2月25日 （1219年4月11日） | 貞応3年8月11日※ （1224年9月25日）  |  | 西園寺公経          | 承久元年11月13日 （1219年12月21日） | 貞応元年8月13日？ （1222年9月19日？） |
| 近衛家通     | 建保7年閏2月25日 （1219年4月11日） | 貞応3年8月11日※ （1224年9月25日）  |  | 西園寺実氏          | 貞応元年8月16日 （1222年9月22日）   | 貞永元年10月24日 （1232年12月7日）    |
| 九条教実     | 元仁元年12月17日 （1225年1月27日） | 寛喜2年10月24日 （1230年11月30日） |  | 西園寺実氏          | 貞応元年8月16日 （1222年9月22日）   | 貞永元年10月24日 （1232年12月7日）    |
| 九条良平     | 寛喜2年10月25日 （1230年12月1日）  | 寛喜3年4月18日 （1231年5月21日）   |  | 西園寺実氏          | 貞応元年8月16日 （1222年9月22日）   | 貞永元年10月24日 （1232年12月7日）    |
| 近衛兼経     | 寛喜3年4月29日 （1231年6月1日）    | 貞永2年3月29日 （1233年5月9日）    |  | 西園寺実氏          | 貞応元年8月16日 （1222年9月22日）   | 貞永元年10月24日 （1232年12月7日）    |
| 近衛兼経     | 寛喜3年4月29日 （1231年6月1日）    | 貞永2年3月29日 （1233年5月9日）    |  | 大炊御門家嗣        | 貞永元年10月24日 （1232年12月7日）  | 嘉禎4年11月 （1238年12月）            |
| 二条良実     | 貞永2年4月8日 （1233年5月18日）    | 嘉禎4年1月26日 （1238年2月12日）   |  | 大炊御門家嗣        | 貞永元年10月24日 （1232年12月7日）  | 嘉禎4年11月 （1238年12月）            |
| 一条実経     | 嘉禎4年2月6日 （1238年2月21日）    | 仁治2年11月8日 （1241年12月11日）  |  | 大炊御門家嗣        | 貞永元年10月24日 （1232年12月7日）  | 嘉禎4年11月 （1238年12月）            |
| 一条実経     | 嘉禎4年2月6日 （1238年2月21日）    | 仁治2年11月8日 （1241年12月11日）  |  | 鷹司兼平            | 嘉禎4年11月6日 （1238年12月13日）   | 仁治2年10月10日 （1241年11月14日）    |
| 一条実経     | 嘉禎4年2月6日 （1238年2月21日）    | 仁治2年11月8日 （1241年12月11日）  |  | 徳大寺実基          | 仁治2年10月13日 （1241年11月17日）  | 宝治2年3月9日 （1248年4月4日）        |
| 一条実有     | 仁治2年11月10日 （1241年12月13日） | 仁治3年4月9日 （1242年5月10日）    |  | 徳大寺実基          | 仁治2年10月13日 （1241年11月17日）  | 宝治2年3月9日 （1248年4月4日）        |
| 九条忠家     | 仁治3年4月9日 （1242年5月10日）    | 寛元4年5月20日 （1246年7月4日）    |  | 徳大寺実基          | 仁治2年10月13日 （1241年11月17日）  | 宝治2年3月9日 （1248年4月4日）        |
| 二条道良     | 寛元4年5月28日 （1246年7月12日）   | 建長2年12月23日 （1251年1月16日）  |  | 徳大寺実基          | 仁治2年10月13日 （1241年11月17日）  | 宝治2年3月9日 （1248年4月4日）        |
| 二条道良     | 寛元4年5月28日 （1246年7月12日）   | 建長2年12月23日 （1251年1月16日）  |  | 久我通忠            | 宝治2年3月10日 （1248年4月5日）     | 建長2年11月24日※ （1250年12月18日）   |
| 花山院定雅   | 建長2年12月24日 （1251年1月17日）  | 建長5年3月24日 （1253年4月23日）   |  | 西園寺公相          | 建長2年12月24日 （1251年1月17日）   | 建長5年4月8日 （1253年5月6日）        |
| 西園寺公相   | 建長5年4月8日 （1253年5月6日）     | 建長6年11月10日 （1254年12月21日） |  | 西園寺公基          | 建長5年4月8日 （1253年5月6日）      | 建長7年4月12日 （1255年5月19日）      |
| 西園寺公基   | 建長7年4月12日 （1255年5月19日）   | 建長7年12月4日 （1256年1月3日）    |  | 三条公親            | 建長7年4月12日 （1255年5月19日）    | 弘長元年9月23日 （1261年10月18日）    |
| 近衛基平     | 建長7年12月13日 （1256年1月12日）  | 文応2年1月23日 （1261年2月23日）   |  | 三条公親            | 建長7年4月12日 （1255年5月19日）    | 弘長元年9月23日 （1261年10月18日）    |
| 鷹司基忠     | 文応2年2月5日 （1261年3月7日）     | 弘長2年7月13日 （1262年7月30日）   |  | 三条公親            | 建長7年4月12日 （1255年5月19日）    | 弘長元年9月23日 （1261年10月18日）    |
| 鷹司基忠     | 文応2年2月5日 （1261年3月7日）     | 弘長2年7月13日 （1262年7月30日）   |  | 大炊御門冬忠        | 弘長元年9月26日 （1261年10月21日）  | 弘長2年7月16日 （1262年8月2日）       |
| 大炊御門冬忠 | 弘長2年7月16日 （1262年8月2日）    | 文永2年11月5日 （1265年12月13日）  |  | 花山院通雅          | 弘長2年7月16日 （1262年8月2日）     | 文永6年1月19日 （1269年2月21日）      |
| 一条家経     | 文永2年11月8日 （1265年12月16日）  | 文永11年7月17日 （1274年8月20日）  |  | 花山院通雅          | 弘長2年7月16日 （1262年8月2日）     | 文永6年1月19日 （1269年2月21日）      |
| 一条家経     | 文永2年11月8日 （1265年12月16日）  | 文永11年7月17日 （1274年8月20日）  |  | 二条師忠            | 文永6年3月27日 （1269年4月29日）    | 文永10年4月12日 （1273年4月30日）     |
| 一条家経     | 文永2年11月8日 （1265年12月16日）  | 文永11年7月17日 （1274年8月20日）  |  | 近衛家基            | 文永10年4月12日 （1273年4月30日）   | 建治4年2月25日 （1278年3月19日）      |
| 九条忠教     | 文永11年9月10日 （1274年10月11日） | 建治3年2月21日 （1277年3月26日）   |  | 近衛家基            | 文永10年4月12日 （1273年4月30日）   | 建治4年2月25日 （1278年3月19日）      |
| （欠）       |                                    |                                    |  | 近衛家基            | 文永10年4月12日 （1273年4月30日）   | 建治4年2月25日 （1278年3月19日）      |
| 近衛家基     | 建治4年2月25日 （1278年3月19日）   | 弘安元年8月23日 （1278年9月11日）  |  | 久我通基            | 建治4年2月25日 （1278年3月19日）    | 弘安10年6月5日 （1287年7月16日）      |
| 鷹司兼忠     | 弘安2年1月10日 （1279年2月22日）   | 正応元年11月8日 （1288年12月2日）  |  | 久我通基            | 建治4年2月25日 （1278年3月19日）    | 弘安10年6月5日 （1287年7月16日）      |
| 鷹司兼忠     | 弘安2年1月10日 （1279年2月22日）   | 正応元年11月8日 （1288年12月2日）  |  | 源惟康              | 弘安10年6月5日 （1287年7月16日）    | 弘安10年9月26日 （1287年11月3日）     |
| 鷹司兼忠     | 弘安2年1月10日 （1279年2月22日）   | 正応元年11月8日 （1288年12月2日）  |  | 久我通基 （還任）   | 弘安10年10月4日 （1287年11月10日）  | 正応元年10月27日 （1288年11月22日）   |
| 大炊御門信嗣 | 正応元年11月8日 （1288年12月2日）  | 正応3年7月21日 （1290年8月27日）   |  | 西園寺実兼          | 正応元年11月8日 （1288年12月2日）   | 正応3年1月26日 （1290年3月8日）       |
| 洞院公守     | 正応3年7月21日 （1290年8月27日）   | 正応4年3月23日 （1291年4月23日）   |  | 徳大寺公孝          | 正応3年7月21日 （1290年8月27日）    | 正応3年11月21日 （1290年12月24日）    |
| 洞院公守     | 正応3年7月21日 （1290年8月27日）   | 正応4年3月23日 （1291年4月23日）   |  | 二条兼基            | 正応3年11月21日 （1290年12月24日）  | 正応4年3月25日 （1291年4月25日）      |
| 二条兼基     | 正応4年3月25日 （1291年4月25日）   | 正応5年5月15日 （1292年6月1日）    |  | 三条実重            | 正応4年3月25日 （1291年4月25日）    | 正応5年5月15日 （1292年6月1日）       |
| 花山院家教   | 正応5年5月15日 （1292年6月1日）    | 正応5年閏6月16日 （1292年7月31日） |  | 西園寺公衡          | 正応5年5月15日 （1292年6月1日）     | 正応5年閏6月16日 （1292年7月31日）    |
| 三条実重     | 正応5年閏6月16日 （1292年7月31日） | 正応5年12月25日 （1293年2月2日）   |  | 花山院家教          | 正応5年閏6月16日 （1292年7月31日）  | 永仁5年8月13日 （1297年9月1日）       |
| 久我通雄     | 正応5年12月25日 （1293年2月2日）   | 永仁5年12月17日 （1298年1月30日）  |  | 花山院家教          | 正応5年閏6月16日 （1292年7月31日）  | 永仁5年8月13日 （1297年9月1日）       |
| 久我通雄     | 正応5年12月25日 （1293年2月2日）   | 永仁5年12月17日 （1298年1月30日）  |  | 西園寺公衡 （還任） | 永仁5年8月25日 （1297年9月13日）    | 永仁6年9月21日 （1298年10月27日）     |
| 九条師教     | 永仁5年12月17日 （1298年1月30日）  | 永仁6年4月29日 （1298年6月9日）    |  | 西園寺公衡 （還任） | 永仁5年8月25日 （1297年9月13日）    | 永仁6年9月21日 （1298年10月27日）     |
| 鷹司冬平     | 永仁6年5月23日 （1298年7月2日）    | 正安元年8月29日 （1299年9月24日）  |  | 西園寺公衡 （還任） | 永仁5年8月25日 （1297年9月13日）    | 永仁6年9月21日 （1298年10月27日）     |
| 鷹司冬平     | 永仁6年5月23日 （1298年7月2日）    | 正安元年8月29日 （1299年9月24日）  |  | 一条内実            | 永仁6年9月25日 （1298年10月31日）   | 正安2年1月5日 （1300年1月27日）       |
| 一条内実     | 正安2年1月5日 （1300年1月27日）    | 乾元2年閏4月5日 （1303年5月22日）  |  | 近衛家平            | 正安2年1月5日 （1300年1月27日）     | 乾元2年閏4月5日 （1303年5月22日）     |
| 近衛家平     | 乾元2年閏4月5日 （1303年5月22日）  | 嘉元4年4月14日 （1306年5月27日）   |  | 二条道平            | 乾元2年閏4月5日 （1303年5月22日）   | 嘉元4年4月14日 （1306年5月27日）      |
| 二条道平     | 嘉元4年4月14日 （1306年5月27日）   | 徳治2年4月3日 （1307年5月5日）     |  | 堀川具守            | 嘉元4年4月14日 （1306年5月27日）    | 延慶2年10月24日 （1309年11月26日）    |
| 近衛経平     | 徳治2年4月3日 （1307年5月5日）     | 延慶2年10月24日 （1309年11月26日） |  | 堀川具守            | 嘉元4年4月14日 （1306年5月27日）    | 延慶2年10月24日 （1309年11月26日）    |
| 堀川具守     | 延慶2年10月24日 （1309年11月26日） | 延慶3年4月24日 （1310年5月23日）   |  | 洞院実泰            | 延慶2年10月24日 （1309年11月26日）  | 延慶3年4月28日 （1310年5月27日）      |
| 洞院実泰     | 延慶3年4月28日 （1310年5月27日）   | 正和4年7月9日 （1315年8月9日）     |  | 今出川公顕          | 延慶3年4月28日 （1310年5月27日）    | 応長2年2月13日 （1312年3月21日）      |
| 洞院実泰     | 延慶3年4月28日 （1310年5月27日）   | 正和4年7月9日 （1315年8月9日）     |  | 三条公茂            | 正和元年8月10日 （1312年9月11日）   | 正和4年7月21日 （1315年8月21日）      |
| 三条公茂     | 正和4年7月21日 （1315年8月21日）   | 文保元年8月24日 （1317年9月30日）  |  | 花山院家定          | 正和4年7月21日 （1315年8月21日）    | 文保2年12月10日 （1319年1月2日）      |
| 一条内経     | 文保元年8月24日 （1317年9月30日）  | 元応元年5月28日 （1319年6月17日）  |  | 花山院家定          | 正和4年7月21日 （1315年8月21日）    | 文保2年12月10日 （1319年1月2日）      |
| 一条内経     | 文保元年8月24日 （1317年9月30日）  | 元応元年5月28日 （1319年6月17日）  |  | 九条房実            | 文保2年12月10日 （1319年1月2日）    | 元応元年6月14日 （1319年7月2日）      |
| 九条房実     | 元応元年6月14日 （1319年7月2日）   | 元応元年8月21日 （1319年10月5日）  |  | （欠）              | （欠）                              | （欠）                                |
| 大炊御門冬氏 | 元応元年8月21日 （1319年10月5日）  | 元応2年4月12日 （1320年5月20日）   |  | 今出川兼季          | 元応元年8月21日 （1319年10月5日）   | 元亨2年8月23日 （1322年10月4日）      |
| 鷹司冬教     | 元応2年4月12日 （1320年5月20日）   | 元亨3年1月11日 （1323年2月16日）   |  | 今出川兼季          | 元応元年8月21日 （1319年10月5日）   | 元亨2年8月23日 （1322年10月4日）      |
| 近衛経忠     | 元亨3年1月13日 （1323年2月18日）   | 嘉暦元年11月3日 （1326年11月28日） |  | 西園寺実衡          | 元亨3年1月13日 （1323年2月18日）    | 正中2年12月21日 （1326年1月25日）     |
| 大宮季衡     | 嘉暦元年11月4日 （1326年11月29日） | 嘉暦2年7月 （1327年－月）          |  | 洞院公賢            | 嘉暦元年11月4日 （1326年11月29日）  | 元徳2年3月22日 （1330年4月10日）      |
| 近衛基嗣     | 嘉暦2年7月16日 （1327年8月3日）    | 元徳元年9月26日 （1329年10月19日） |  | 洞院公賢            | 嘉暦元年11月4日 （1326年11月29日）  | 元徳2年3月22日 （1330年4月10日）      |
| 久我長通     | 元徳元年9月26日 （1329年10月19日） | 元徳2年3月5日 （1330年3月24日）    |  | 洞院公賢            | 嘉暦元年11月4日 （1326年11月29日）  | 元徳2年3月22日 （1330年4月10日）      |
| 一条経通     | 元徳2年3月5日 （1330年3月24日）    | 延元元年3月2日 （1336年4月13日）   |  | 洞院公賢            | 嘉暦元年11月4日 （1326年11月29日）  | 元徳2年3月22日 （1330年4月10日）      |
| 一条経通     | 元徳2年3月5日 （1330年3月24日）    | 延元元年3月2日 （1336年4月13日）   |  | 九条道教            | 元徳2年3月22日 （1330年4月10日）    | 延元元年3月2日 （1336年4月13日）      |
| 九条道教     | 延元元年3月2日 （1336年4月13日）   | 暦応元年8月30日 （1338年10月13日） |  | 鷹司師平            | 延元元年3月2日 （1336年4月13日）    | 暦応元年10月19日 （1338年12月1日）    |

### 南北朝時代

#### 南朝（吉野朝廷）
| 左近衛大将   | 在職（就任 - 辞任）                                         |  | 右近衛大将        | 在職（就任 - 辞任）                                            |
| ------------ | ----------------------------------------------------------- |  | ----------------- | -------------------------------------------------------------- |
| 二条師基？   |                                                             |  | 洞院実世          | - 興国2年8月（1341年10月）見 - - 正平2年11月（1347年12月）見 - |
| （二条教忠） | 正平6年11月（1351年11月）？任 -                             |  | （北畠顕能）      | 正平6年11月（1351年11月）？任 -                                |
| 二条教基     | - 正平7年2月（1352年3月）見 - - 正平9年4月（1354年5月）見 - |  | 洞院実世 （還任） | 正平7年2月（1352年2月）任 - - 正平8年7月（1353年8月）見 -      |
| 洞院公泰     |                                                             |  | 洞院実守          |                                                                |
| 今出川公冬   |                                                             |  | 中院通冬          | - 正平14年6月（1359年7月）見 -                                 |
| 二条冬実     |                                                             |  | 花山院家賢        | - 正平20年（1365年）見 -                                       |
| 西園寺公長   | - 弘和元年12月（1381年12月）見 -                            |  | 西園寺公俊？      |                                                                |
| 源尹良？     |                                                             |  | 花山院長親        | - 弘和元年12月（1381年12月）見 -                               |
| 花山院師兼   | - 元中6年1月（1389年－月）見 -                              |  | 北畠顕泰          | - 元中9年（1392年）辞                                          |

#### 北朝（京都朝廷）
| 左近衛大将   | 就任                               | 辞任                               |        | 右近衛大将   | 就任                               | 辞任                               |
| ------------ | ---------------------------------- | ---------------------------------- | ------ | ------------ | ---------------------------------- | ---------------------------------- |
| 二条良基     | 暦応元年10月19日 （1338年12月1日） | 康永元年12月21日 （1343年1月18日） |        | 堀川具親     | 暦応元年10月19日 （1338年12月1日） | 暦応3年7月8日 （1340年8月1日）     |
| 二条良基     | 暦応元年10月19日 （1338年12月1日） | 康永元年12月21日 （1343年1月18日） |        | 三条実忠     | 暦応3年7月19日 （1340年8月12日）   | 康永2年3月19日 （1343年4月14日）   |
| 大炊御門冬信 | 康永2年3月19日 （1343年4月14日）   | 貞和2年2月18日 （1346年3月11日）   |        | 徳大寺公清   | 康永2年3月19日 （1343年4月14日）   | 貞和2年10月16日 （1346年11月29日） |
| 九条経教     | 貞和2年10月16日 （1346年11月29日） | 貞和4年3月28日 （1348年4月27日）   |        | 近衛道嗣     | 貞和2年10月16日 （1346年11月29日） | 貞和4年4月28日 （1348年5月26日）   |
| 近衛道嗣     | 貞和4年4月28日 （1348年5月26日）   | 貞和4年8月12日 （1348年9月5日）    |        | 西園寺公重   | 貞和4年4月28日 （1348年5月26日）   | 貞和4年10月7日 （1348年10月29日）  |
| 西園寺公重   | 貞和4年10月7日 （1348年10月29日）  | 観応元年11月8日 （1350年12月7日）  |        | 花山院長定   | 貞和4年10月7日 （1348年10月29日）  | 観応2年9月19日 （1351年10月9日）   |
| 鷹司冬通     | 観応2年4月16日 （1351年5月12日）   | 延文5年11月 （1360年12月）         |        | 花山院長定   | 貞和4年10月7日 （1348年10月29日）  | 観応2年9月19日 （1351年10月9日）   |
| 鷹司冬通     | 観応2年4月16日 （1351年5月12日）   | 延文5年11月 （1360年12月）         | （欠） |              |                                    |                                    |
| 鷹司冬通     | 観応2年4月16日 （1351年5月12日）   | 延文5年11月 （1360年12月）         |        | 久我通相     | 文和3年4月15日 （1354年5月8日）    | 延文5年9月30日 （1360年11月9日）   |
| 洞院実夏     | 延文5年11月17日 （1360年12月25日） | 貞治3年2月7日 （1364年3月11日）    |        | 西園寺実俊   | 延文5年11月17日 （1360年12月25日） | 貞治6年1月16日 （1367年2月15日）   |
| 二条師良     | 貞治3年3月29日 （1364年5月1日）    | 貞治6年3月26日 （1367年4月25日）   |        | 西園寺実俊   | 延文5年11月17日 （1360年12月25日） | 貞治6年1月16日 （1367年2月15日）   |
| 二条師良     | 貞治3年3月29日 （1364年5月1日）    | 貞治6年3月26日 （1367年4月25日）   |        | 九条忠基     | 貞治6年2月13日 （1367年3月14日）   | 貞治6年6月29日 （1367年7月26日）   |
| 九条忠基     | 貞治6年6月29日 （1367年7月26日）   | 応安3年11月19日 （1370年12月7日）  |        | 今出川公直   | 貞治6年6月29日 （1367年7月26日）   | 応安2年12月19日 （1370年1月17日）  |
| 九条忠基     | 貞治6年6月29日 （1367年7月26日）   | 応安3年11月19日 （1370年12月7日）  |        | 二条師嗣     | 応安2年12月19日 （1370年1月17日）  | 応安3年11月19日 （1370年12月7日）  |
| 二条師嗣     | 応安3年11月19日 （1370年12月7日）  | 永和2年1月5日 （1376年1月26日）    |        | 花山院兼定   | 応安3年11月19日 （1370年12月7日）  | 永和4年4月17日 （1378年5月14日）   |
| 近衛兼嗣     | 永和2年1月6日 （1376年1月27日）    | 永和3年5月22日 （1377年6月28日）   |        | 花山院兼定   | 応安3年11月19日 （1370年12月7日）  | 永和4年4月17日 （1378年5月14日）   |
| 花山院兼定   | 永和4年4月17日 （1378年5月14日）   | 永和4年7月30日 （1378年8月23日）   |        | 徳大寺実時   | 永和4年4月17日 （1378年5月14日）   | 永和4年8月27日 （1378年9月19日）   |
| 徳大寺実時   | 永和4年8月27日 （1378年9月19日）   | 至徳元年3月20日 （1384年4月11日）  |        | 足利義満     | 永和4年8月27日 （1378年9月19日）   | 至徳元年3月10日 （1384年4月1日）   |
| 一条経嗣     | 至徳元年3月23日 （1384年4月14日）  | 明徳元年4月1日 （1390年5月15日）   |        | 久我具通     | 至徳元年3月23日 （1384年4月14日）  | 康応元年2月 （1389年－月）         |
| 一条経嗣     | 至徳元年3月23日 （1384年4月14日）  | 明徳元年4月1日 （1390年5月15日）   |        | 大炊御門宗実 | 康応元年4月20日 （1389年5月16日）  | 明徳元年4月1日 （1390年5月15日）   |
| 今出川実直   | 明徳元年4月1日 （1390年5月15日）   | 応永2年1月28日 （1395年2月18日）   |        | 花山院通定   | 明徳元年4月1日 （1390年5月15日）   | 応永2年1月28日 （1395年2月18日）   |

### 室町時代
| 左近衛大将   | 就任                                | 辞任                                  |        | 右近衛大将          | 就任                                | 辞任                                    |
| ------------ | ----------------------------------- | ------------------------------------- | ------ | ------------------- | ----------------------------------- | --------------------------------------- |
| 洞院公定     | 応永2年1月28日 （1395年2月18日）    | 応永2年7月2日 （1395年7月19日）       |        | 三条実冬            | 応永2年1月28日 （1395年2月18日）    | 応永2年12月27日 （1396年2月6日）        |
| 三条実冬     | 応永2年12月27日 （1396年2月6日）    | 応永3年12月 （1397年1月）             |        | 九条教嗣            | 応永3年4月20日 （1396年5月27日）    | 応永4年3月29日 （1397年4月26日）        |
| 九条教嗣     | 応永4年3月29日 （1397年4月26日）    | 応永6年1月 （1399年－月）             |        | 近衛良嗣            | 応永4年3月29日 （1397年4月26日）    | 応永6年2月22日 （1399年3月29日）        |
| 近衛良嗣     | 応永6年2月22日 （1399年3月29日）    | 応永6年4月22日？ （1399年5月27日？）  |        | 二条満基            | 応永6年2月22日 （1399年3月29日）    | 応永6年4月22日 （1399年5月27日）        |
| 二条満基     | 応永6年4月22日 （1399年5月27日）    | 応永13年8月17日 （1406年9月29日）     |        | 今出川公行          | 応永6年4月22日 （1399年5月27日）    | 応永9年9月17日 （1402年10月13日）       |
| 二条満基     | 応永6年4月22日 （1399年5月27日）    | 応永13年8月17日 （1406年9月29日）     |        | 徳大寺公俊          | 応永9年9月17日 （1402年10月13日）   | 応永13年8月17日 （1406年9月29日）       |
| 徳大寺公俊   | 応永13年8月17日 （1406年9月29日）   | 応永26年1月22日？ （1419年2月16日？） |        | 足利義持            | 応永13年8月17日 （1406年9月29日）   | 応永19年5月29日 （1412年7月8日）        |
| 徳大寺公俊   | 応永13年8月17日 （1406年9月29日）   | 応永26年1月22日？ （1419年2月16日？） |        | 九条満教            | 応永19年7月29日 （1412年9月5日）    | 応永21年12月21日 （1415年1月31日）      |
| 徳大寺公俊   | 応永13年8月17日 （1406年9月29日）   | 応永26年1月22日？ （1419年2月16日？） |        | 久我通宣            | 応永22年1月6日 （1415年2月15日）    | 応永22年11月28日 （1415年12月29日）     |
| 徳大寺公俊   | 応永13年8月17日 （1406年9月29日）   | 応永26年1月22日？ （1419年2月16日？） |        | 西園寺実永          | 応永22年11月28日 （1415年12月29日） | 応永23年8月11日 （1416年9月2日）        |
| 徳大寺公俊   | 応永13年8月17日 （1406年9月29日）   | 応永26年1月22日？ （1419年2月16日？） |        | 花山院忠定          | 応永23年8月11日 （1416年9月2日）    | 応永23年8月15日※ （1416年9月6日）       |
| 徳大寺公俊   | 応永13年8月17日 （1406年9月29日）   | 応永26年1月22日？ （1419年2月16日？） |        | 西園寺実永 （還任） | 応永23年8月21日 （1416年9月12日）   | 応永27年1月16日？ （1420年1月31日？）   |
| 二条持基     | 応永26年2月9日 （1419年3月5日）     | 応永27年1月8日 （1420年1月23日）      |        | 西園寺実永 （還任） | 応永23年8月21日 （1416年9月12日）   | 応永27年1月16日？ （1420年1月31日？）   |
| 三条公光     | 応永27年閏1月10日 （1420年2月23日） | 応永27年2月 （1420年3月）             |        | 一条兼良            | 応永27年閏1月10日 （1420年2月23日） | 応永27年3月26日 （1420年5月8日）        |
| 一条兼良     | 応永27年3月26日 （1420年5月8日）    | 応永30年8月27日 （1423年10月1日）     |        | 近衛房嗣            | 応永27年3月26日 （1420年5月8日）    | 応永30年8月27日 （1423年10月1日）       |
| 近衛房嗣     | 応永30年8月27日 （1423年10月1日）   | 正長2年3月29日 （1429年5月2日）       |        | 洞院満季            | 応永30年8月27日 （1423年10月1日）   | 応永31年12月 （1424年－月）             |
| 近衛房嗣     | 応永30年8月27日 （1423年10月1日）   | 正長2年3月29日 （1429年5月2日）       |        | 久我清通            | 応永32年1月28日 （1425年2月16日）   | 正長2年3月29日 （1429年5月2日）         |
| 久我清通     | 正長2年3月29日 （1429年5月2日）     | 正長2年8月4日 （1429年9月2日）        |        | 大炊御門信宗        | 正長2年3月29日 （1429年5月2日）     | 正長2年8月4日 （1429年9月2日）          |
| 大炊御門信宗 | 正長2年8月4日 （1429年9月2日）      | 永享4年11月28日 （1432年12月20日）    |        | 足利義教            | 正長2年8月4日 （1429年9月2日）      | 永享5年8月9日 （1433年9月22日）         |
| 鷹司房平     | 永享4年12月9日 （1432年12月31日）   | 永享9年10月20日 （1437年11月18日）    |        | 足利義教            | 正長2年8月4日 （1429年9月2日）      | 永享5年8月9日 （1433年9月22日）         |
| 鷹司房平     | 永享4年12月9日 （1432年12月31日）   | 永享9年10月20日 （1437年11月18日）    |        | 西園寺公名          | 永享5年8月15日 （1433年9月28日）    | 永享9年11月27日 （1437年12月24日）      |
| 西園寺公名   | 永享9年11月27日 （1437年12月24日）  | 永享10年11月12日 （1438年11月29日）   |        | 花山院持忠          | 永享9年11月27日 （1437年12月24日）  | 嘉吉2年3月23日 （1442年5月3日）         |
| 二条持通     | 永享10年11月19日 （1438年12月6日）  | 文安4年3月23日 （1447年5月7日）       |        | 花山院持忠          | 永享9年11月27日 （1437年12月24日）  | 嘉吉2年3月23日 （1442年5月3日）         |
| 二条持通     | 永享10年11月19日 （1438年12月6日）  | 文安4年3月23日 （1447年5月7日）       |        | 洞院実熙            | 嘉吉2年3月25日 （1442年5月5日）     | 文安4年3月24日 （1447年5月8日）         |
| 洞院実熙     | 文安4年3月24日 （1447年5月8日）     | 文安5年2月11日 （1448年3月15日）      |        | 三条実量            | 文安4年3月24日 （1447年5月8日）     | 宝徳3年3月26日 （1451年4月27日）        |
| （欠）       |                                     |                                       |        | 三条実量            | 文安4年3月24日 （1447年5月8日）     | 宝徳3年3月26日 （1451年4月27日）        |
| 一条教房     | 文安6年2月16日 （1449年3月10日）    | 康正元年8月27日 （1455年10月8日）     |        | 三条実量            | 文安4年3月24日 （1447年5月8日）     | 宝徳3年3月26日 （1451年4月27日）        |
| 一条教房     | 文安6年2月16日 （1449年3月10日）    | 康正元年8月27日 （1455年10月8日）     | （欠） |                     |                                     |                                         |
| 一条教房     | 文安6年2月16日 （1449年3月10日）    | 康正元年8月27日 （1455年10月8日）     |        | 近衛教基            | 宝徳4年3月24日 （1452年4月14日）    | 康正元年8月27日 （1455年10月8日）       |
| 近衛教基     | 康正元年8月27日 （1455年10月8日）   | 康正元年12月29日 （1456年2月5日）     |        | 足利義政            | 康正元年8月27日 （1455年10月8日）   | 寛正2年8月9日 （1461年9月13日）         |
| 徳大寺公有   | 康正元年12月29日 （1456年2月5日）   | 長禄4年12月5日 （1461年1月16日）      |        | 足利義政            | 康正元年8月27日 （1455年10月8日）   | 寛正2年8月9日 （1461年9月13日）         |
| 九条政忠     | 長禄4年12月5日 （1461年1月16日）    | 寛正6年3月24日 （1465年4月19日）      |        | 足利義政            | 康正元年8月27日 （1455年10月8日）   | 寛正2年8月9日 （1461年9月13日）         |
| 九条政忠     | 長禄4年12月5日 （1461年1月16日）    | 寛正6年3月24日 （1465年4月19日）      |        | 久我通尚            | 寛正2年8月10日 （1461年9月14日）    | 寛正4年6月2日 （1463年6月18日）         |
| 九条政忠     | 長禄4年12月5日 （1461年1月16日）    | 寛正6年3月24日 （1465年4月19日）      |        | 今出川教季          | 寛正4年6月27日 （1463年7月13日）    | 寛正6年12月10日 （1465年12月27日）      |
| 二条政嗣     | 寛正6年3月24日 （1465年4月19日）    | 文正元年12月5日 （1467年1月10日）     |        | 今出川教季          | 寛正4年6月27日 （1463年7月13日）    | 寛正6年12月10日 （1465年12月27日）      |
| 二条政嗣     | 寛正6年3月24日 （1465年4月19日）    | 文正元年12月5日 （1467年1月10日）     |        | 西園寺実遠          | 寛正6年12月30日 （1466年1月16日）   | 文正元年12月5日 （1467年1月10日）       |
| 洞院公数     | 文正元年12月5日 （1467年1月10日）   | 文明2年5月24日 （1470年6月23日）      |        | 三条公敦            | 文正元年12月5日 （1467年1月10日）   | 文明7年3月10日 （1475年4月15日）        |
| 九条政基     | 文明2年8月10日 （1470年9月5日）     | 文明7年3月10日 （1475年4月15日）      |        | 三条公敦            | 文正元年12月5日 （1467年1月10日）   | 文明7年3月10日 （1475年4月15日）        |
| 三条公敦     | 文明7年3月10日 （1475年4月15日）    | 文明8年冬 （1476年冬）                |        | 大炊御門信量        | 文明7年3月10日 （1475年4月15日）    | 文明10年3月28日 （1478年4月30日）       |
| 近衛政家     | 文明9年1月6日 （1477年1月20日）     | 文明10年3月20日 （1478年4月22日）     |        | 大炊御門信量        | 文明7年3月10日 （1475年4月15日）    | 文明10年3月28日 （1478年4月30日）       |
| 大炊御門信量 | 文明10年3月28日 （1478年4月30日）   | 文明12年3月14日 （1480年4月23日）     |        | 一条冬良            | 文明10年4月10日 （1478年5月12日）   | 文明12年3月19日 （1480年4月28日）       |
| 一条冬良     | 文明12年3月19日 （1480年4月28日）   | 文明19年2月23日 （1487年3月18日）     |        | 徳大寺実淳          | 文明12年3月19日 （1480年4月28日）   | 文明14年12月2日 （1483年1月10日）       |
| 一条冬良     | 文明12年3月19日 （1480年4月28日）   | 文明19年2月23日 （1487年3月18日）     |        | 花山院政長          | 文明14年12月9日 （1483年1月17日）   | 文明17年8月27日 （1485年10月5日）       |
| 一条冬良     | 文明12年3月19日 （1480年4月28日）   | 文明19年2月23日 （1487年3月18日）     |        | 足利義煕            | 文明17年8月28日 （1485年10月6日）   | 長享3年3月26日※ （1489年4月26日）       |
| 近衛尚通     | 文明19年2月23日 （1487年3月18日）   | 延徳3年1月16日 （1491年2月24日）      |        | 足利義煕            | 文明17年8月28日 （1485年10月6日）   | 長享3年3月26日※ （1489年4月26日）       |
| 近衛尚通     | 文明19年2月23日 （1487年3月18日）   | 延徳3年1月16日 （1491年2月24日）      |        | 今出川公興          | 長享3年5月20日 （1489年6月18日）    | 延徳元年12月 （1489年－月）             |
| 近衛尚通     | 文明19年2月23日 （1487年3月18日）   | 延徳3年1月16日 （1491年2月24日）      |        | 二条尚基            | 延徳2年1月16日 （1490年2月5日）     | 延徳3年11月28日 （1491年12月29日）      |
| 久我豊通     | 延徳3年1月16日 （1491年2月24日）    | 延徳3年11月 （1491年12月）            |        | 二条尚基            | 延徳2年1月16日 （1490年2月5日）     | 延徳3年11月28日 （1491年12月29日）      |
| 二条尚基     | 延徳3年11月28日 （1491年12月29日）  | 明応2年12月26日 （1494年2月2日）      |        | 九条尚経            | 延徳3年11月28日 （1491年12月29日）  | 明応4年1月10日 （1495年2月5日）         |
| （欠）       |                                     |                                       |        | 九条尚経            | 延徳3年11月28日 （1491年12月29日）  | 明応4年1月10日 （1495年2月5日）         |
| 九条尚経     | 明応4年1月10日 （1495年2月5日）     | 文亀元年6月29日 （1501年7月14日）     |        | （欠）              | （欠）                              | （欠）                                  |
| 九条尚経     | 明応4年1月10日 （1495年2月5日）     | 文亀元年6月29日 （1501年7月14日）     |        | 西園寺公藤          | 明応6年3月21日 （1497年4月23日）    | 文亀元年閏6月1日 （1501年7月15日）      |
| 西園寺公藤   | 文亀元年閏6月1日 （1501年7月15日）  | 永正元年12月1日 （1505年1月6日）      |        | 三条実香            | 文亀元年閏6月1日 （1501年7月15日）  | 永正10年11月9日 （1513年12月6日）       |
| 鷹司兼輔     | 永正元年12月7日 （1505年1月12日）   | 永正10年10月10日 （1513年11月7日）    |        | 三条実香            | 文亀元年閏6月1日 （1501年7月15日）  | 永正10年11月9日 （1513年12月6日）       |
| 三条実香     | 永正10年11月9日 （1513年12月6日）   | 永正13年3月29日 （1516年4月30日）     |        | 二条尹房            | 永正11年6月5日 （1514年6月27日）    | 永正13年4月30日 （1516年5月31日）       |
| 二条尹房     | 永正13年4月30日 （1516年5月31日）   | 永正14年9月7日 （1517年9月22日）      |        | 大炊御門経名        | 永正13年4月30日 （1516年5月31日）   | 永正14年9月17日 （1517年10月2日）       |
| 大炊御門経名 | 永正14年9月17日 （1517年10月2日）   | 永正16年10月 （1519年－月）           |        | 徳大寺公胤          | 永正14年9月17日 （1517年10月2日）   | 永正16年10月14日 （1519年11月6日）      |
| 徳大寺公胤   | 永正16年10月14日 （1519年11月6日）  | 大永元年10月16日 （1521年11月15日）   |        | （欠）              | （欠）                              | （欠）                                  |
| 徳大寺公胤   | 永正16年10月14日 （1519年11月6日）  | 大永元年10月16日 （1521年11月15日）   |        | 久我通言            | 大永元年3月28日 （1521年5月4日）    | 大永4年12月26日 （1525年1月19日）       |
| 近衛稙家     | 大永元年10月16日 （1521年11月15日） | 大永4年12月25日 （1525年1月18日）     |        | 久我通言            | 大永元年3月28日 （1521年5月4日）    | 大永4年12月26日 （1525年1月19日）       |
| 九条稙通     | 大永4年12月29日 （1525年1月22日）   | 天文2年2月11日 （1533年3月6日）       |        | 花山院忠輔          | 大永4年12月29日 （1525年1月22日）   | 享禄元年9月 （1528年－月）              |
| 九条稙通     | 大永4年12月29日 （1525年1月22日）   | 天文2年2月11日 （1533年3月6日）       |        | 一条房通            | 享禄元年12月22日 （1529年1月31日）  | 天文2年2月13日 （1533年3月8日）         |
| 一条房通     | 天文2年2月13日 （1533年3月8日）     | 天文4年 （1535年）                    |        | 鷹司忠冬            | 天文2年3月23日 （1533年4月17日）    | 天文7年1月8日 （1538年2月7日）          |
| 一条房冬     | 天文4年11月7日 （1535年12月1日）    | 天文6年12月9日 （1538年1月9日）       |        | 鷹司忠冬            | 天文2年3月23日 （1533年4月17日）    | 天文7年1月8日 （1538年2月7日）          |
| 西園寺実宣   | 天文6年12月13日 （1538年1月13日）   | 天文8年6月20日 （1539年7月5日）       |        | 鷹司忠冬            | 天文2年3月23日 （1533年4月17日）    | 天文7年1月8日 （1538年2月7日）          |
| 西園寺実宣   | 天文6年12月13日 （1538年1月13日）   | 天文8年6月20日 （1539年7月5日）       |        | 三条公頼            | 天文7年1月8日 （1538年2月7日）      | 天文8年6月20日 （1539年7月5日）         |
| 三条公頼     | 天文8年6月20日 （1539年7月5日）     | 天文11年6月13日 （1542年7月25日）     |        | 今出川公彦          | 天文8年6月20日 （1539年7月5日）     | 天文11年6月13日 （1542年7月25日）       |
| 今出川公彦   | 天文11年6月13日 （1542年7月25日）   | 天文12年9月8日 （1543年10月6日）      |        | 徳大寺実通          | 天文11年6月13日 （1542年7月25日）   | 天文14年4月9日※ （1545年5月19日）       |
| 二条晴良     | 天文12年9月8日 （1543年10月6日）    | 天文15年3月13日 （1546年4月13日）     |        | 徳大寺実通          | 天文11年6月13日 （1542年7月25日）   | 天文14年4月9日※ （1545年5月19日）       |
| 二条晴良     | 天文12年9月8日 （1543年10月6日）    | 天文15年3月13日 （1546年4月13日）     |        | 一条兼冬            | 天文15年1月6日 （1546年2月6日）     | 天文15年3月13日 （1546年4月13日）       |
| 一条兼冬     | 天文15年3月13日 （1546年4月13日）   | 天文15年12月19日 （1547年1月10日）    |        | 近衛晴嗣            | 天文15年3月13日 （1546年4月13日）   | 天文15年12月19日 （1547年1月10日）      |
| 近衛晴嗣     | 天文15年12月19日 （1547年1月10日）  | 天文22年1月30日 （1553年2月12日）     |        | 足利義晴            | 天文15年12月20日 （1547年1月11日）  | 天文19年5月4日※ （1550年5月20日）       |
| 近衛晴嗣     | 天文15年12月19日 （1547年1月10日）  | 天文22年1月30日 （1553年2月12日）     |        | 西園寺公朝          | 天文19年10月9日 （1550年11月17日）  | 天文22年閏1月1日 （1553年2月13日）      |
| 西園寺公朝   | 天文22年閏1月1日 （1553年2月13日）  | 永禄元年2月28日 （1558年3月18日）     |        | 久我晴通            | 天文22年閏1月1日 （1553年2月13日）  | 天文22年4月8日 （1553年5月20日）        |
| 西園寺公朝   | 天文22年閏1月1日 （1553年2月13日）  | 永禄元年2月28日 （1558年3月18日）     | （欠） |                     |                                     |                                         |
| 西園寺公朝   | 天文22年閏1月1日 （1553年2月13日）  | 永禄元年2月28日 （1558年3月18日）     |        | 今出川晴季          | 天文23年8月22日 （1554年9月18日）   | 永禄元年3月8日 （1558年3月27日）        |
| 今出川晴季   | 永禄元年3月8日 （1558年3月27日）    | 天正3年11月1日 （1575年12月3日）      |        | 久我通興            | 永禄元年3月8日 （1558年3月27日）    | 永禄10年11月23日？ （1567年12月23日？） |
| 今出川晴季   | 永禄元年3月8日 （1558年3月27日）    | 天正3年11月1日 （1575年12月3日）      | （欠） |                     |                                     |                                         |
| 今出川晴季   | 永禄元年3月8日 （1558年3月27日）    | 天正3年11月1日 （1575年12月3日）      |        | 九条兼孝            | 永禄12年11月27日 （1570年1月3日）   | 天正3年11月4日 （1575年12月6日）        |

### 安土桃山・江戸時代
| 左近衛大将        | 就任                               | 辞任                                 |        | 右近衛大将            | 就任                               | 辞任                               |
| ----------------- | ---------------------------------- | ------------------------------------ | ------ | --------------------- | ---------------------------------- | ---------------------------------- |
| 九条兼孝          | 天正3年11月4日 （1575年12月6日）   | 天正5年3月12日 （1577年3月31日）     |        | 織田信長              | 天正3年11月7日 （1575年12月9日）   | 天正6年4月9日 （1578年5月15日）    |
| 徳大寺公維        | 天正5年3月12日 （1577年3月31日）   | 天正5年11月19日 （1577年12月28日）   |        | 織田信長              | 天正3年11月7日 （1575年12月9日）   | 天正6年4月9日 （1578年5月15日）    |
| 二条昭実          | 天正5年11月19日 （1577年12月28日） | 天正13年7月？ （1585年8月？）        |        | 織田信長              | 天正3年11月7日 （1575年12月9日）   | 天正6年4月9日 （1578年5月15日）    |
| 二条昭実          | 天正5年11月19日 （1577年12月28日） | 天正13年7月？ （1585年8月？）        | （欠） |                       |                                    |                                    |
| 二条昭実          | 天正5年11月19日 （1577年12月28日） | 天正13年7月？ （1585年8月？）        |        | 西園寺実益            | 天正8年11月8日 （1580年12月14日）  | 慶長8年10月24日 （1603年11月26日） |
| （欠）            |                                    |                                      |        | 西園寺実益            | 天正8年11月8日 （1580年12月14日）  | 慶長8年10月24日 （1603年11月26日） |
| 近衛信輔          | 天正14年11月？ （1586年12月？）    | 天正15年12月28日 （1588年1月26日）   |        | 西園寺実益            | 天正8年11月8日 （1580年12月14日）  | 慶長8年10月24日 （1603年11月26日） |
| 徳川家康          | 天正15年12月28日 （1588年1月26日） | 天正16年1月12日 （1588年2月8日）     |        | 西園寺実益            | 天正8年11月8日 （1580年12月14日）  | 慶長8年10月24日 （1603年11月26日） |
| 鷹司信房          | 天正16年1月13日 （1588年2月9日）   | 慶長11年9月22日 （1606年10月23日）   |        | 西園寺実益            | 天正8年11月8日 （1580年12月14日）  | 慶長8年10月24日 （1603年11月26日） |
| 鷹司信房          | 天正16年1月13日 （1588年2月9日）   | 慶長11年9月22日 （1606年10月23日）   |        | 徳川秀忠              | 慶長8年11月7日 （1603年12月9日）   | 慶長11年 （1606年）                |
| 九条忠栄          | 慶長11年9月22日 （1606年10月23日） | 慶長13年1月7日 （1608年2月22日）     |        | （欠）                | （欠）                             | （欠）                             |
| 鷹司信尚          | 慶長13年1月7日 （1608年2月22日）   | 慶長17年1月17日 （1612年2月18日）    |        | （欠）                | （欠）                             | （欠）                             |
| 鷹司信尚          | 慶長13年1月7日 （1608年2月22日）   | 慶長17年1月17日 （1612年2月18日）    |        | 西園寺実益 （還任）   | 慶長16年3月21日 （1611年5月3日）   | 慶長19年7月24日 （1614年8月29日）  |
| 近衛信尋          | 慶長17年1月17日 （1612年2月18日）  | 元和6年8月17日 （1620年9月13日）     |        | 西園寺実益 （還任）   | 慶長16年3月21日 （1611年5月3日）   | 慶長19年7月24日 （1614年8月29日）  |
| 近衛信尋          | 慶長17年1月17日 （1612年2月18日）  | 元和6年8月17日 （1620年9月13日）     |        | 花山院定熙            | 慶長20年6月4日 （1615年6月29日）   | 元和3年1月8日 （1617年2月13日）    |
| 近衛信尋          | 慶長17年1月17日 （1612年2月18日）  | 元和6年8月17日 （1620年9月13日）     |        | 一条兼遐              | 元和3年1月10日 （1617年2月15日）   | 元和6年8月17日 （1620年9月13日）   |
| 一条兼遐          | 元和6年8月17日 （1620年9月13日）   | 元和9年1月5日 （1623年2月4日）       |        | 二条康道              | 元和6年8月17日 （1620年9月13日）   | 元和9年1月5日 （1623年2月4日）     |
| 二条康道          | 元和9年1月5日 （1623年2月4日）     | 寛永3年8月27日 （1626年10月17日）    |        | 鷹司教平              | 元和9年1月6日 （1623年2月5日）     | 寛永3年8月27日 （1626年10月17日）  |
| 鷹司教平          | 寛永3年8月27日 （1626年10月17日）  | 寛永12年1月24日 （1635年3月13日）    |        | 九条道房              | 寛永3年8月27日 （1626年10月17日）  | 寛永12年1月24日 （1635年3月13日）  |
| 九条道房          | 寛永12年1月24日 （1635年3月13日）  | 寛永14年11月5日 （1637年12月21日）   |        | 三条実秀              | 寛永12年2月6日 （1635年3月24日）   | 寛永12年9月4日 （1635年10月14日）  |
| 九条道房          | 寛永12年1月24日 （1635年3月13日）  | 寛永14年11月5日 （1637年12月21日）   |        | 近衛尚嗣              | 寛永12年9月4日 （1635年10月14日）  | 寛永14年11月5日 （1637年12月21日） |
| 近衛尚嗣          | 寛永14年11月5日 （1637年12月21日） | 寛永20年7月11日 （1643年8月25日）    |        | 花山院定好            | 寛永14年11月5日 （1637年12月21日） | 寛永14年12月17日 （1638年1月31日） |
| 近衛尚嗣          | 寛永14年11月5日 （1637年12月21日） | 寛永20年7月11日 （1643年8月25日）    |        | 西園寺実晴            | 寛永14年12月17日 （1638年1月31日） | 寛永15年1月7日 （1638年2月20日）   |
| 近衛尚嗣          | 寛永14年11月5日 （1637年12月21日） | 寛永20年7月11日 （1643年8月25日）    |        | 二条光平              | 寛永15年1月7日 （1638年2月20日）   | 寛永15年12月23日 （1639年1月26日） |
| 近衛尚嗣          | 寛永14年11月5日 （1637年12月21日） | 寛永20年7月11日 （1643年8月25日）    |        | 今出川経季            | 寛永15年12月23日 （1639年1月26日） | 寛永16年1月14日 （1639年2月16日）  |
| 近衛尚嗣          | 寛永14年11月5日 （1637年12月21日） | 寛永20年7月11日 （1643年8月25日）    |        | 二条光平 （還任）     | 寛永16年1月14日 （1639年2月16日）  | 寛永20年7月13日 （1643年8月27日）  |
| 二条光平          | 寛永20年7月13日 （1643年8月27日）  | 慶安4年2月3日 （1651年3月24日）      |        | 徳大寺公信            | 寛永20年7月13日 （1643年8月27日）  | 寛永20年8月20日 （1643年10月2日）  |
| 二条光平          | 寛永20年7月13日 （1643年8月27日）  | 慶安4年2月3日 （1651年3月24日）      |        | 大炊御門経孝          | 寛永20年8月23日 （1643年10月5日）  | 寛永20年9月7日 （1643年10月19日）  |
| 二条光平          | 寛永20年7月13日 （1643年8月27日）  | 慶安4年2月3日 （1651年3月24日）      |        | 松殿道昭              | 寛永20年9月7日 （1643年10月19日）  | 正保3年6月12日※ （1646年7月24日）  |
| 二条光平          | 寛永20年7月13日 （1643年8月27日）  | 慶安4年2月3日 （1651年3月24日）      | （欠） |                       |                                    |                                    |
| 二条光平          | 寛永20年7月13日 （1643年8月27日）  | 慶安4年2月3日 （1651年3月24日）      |        | 一条伊実              | 正保5年1月7日 （1648年1月31日）    | 慶安4年2月3日 （1651年3月24日）    |
| 一条教輔          | 慶安4年2月3日 （1651年3月24日）    | 承応3年12月28日 （1655年1月25日）    |        | 鷹司房輔              | 慶安4年2月9日 （1651年3月30日）    | 承応4年1月25日 （1655年3月3日）    |
| 鷹司房輔          | 承応4年1月25日 （1655年3月3日）    | 万治元年閏12月27日 （1659年2月18日） |        | 三条公富              | 承応4年1月25日 （1655年3月3日）    | 明暦3年3月27日 （1657年5月10日）   |
| 鷹司房輔          | 承応4年1月25日 （1655年3月3日）    | 万治元年閏12月27日 （1659年2月18日） |        | 久我広通              | 明暦3年3月27日 （1657年5月10日）   | 寛文元年12月21日 （1662年2月9日）  |
| 九条兼晴          | 万治2年1月13日 （1659年3月6日）    | 寛文8年12月28日 （1669年1月30日）    |        | 久我広通              | 明暦3年3月27日 （1657年5月10日）   | 寛文元年12月21日 （1662年2月9日）  |
| 九条兼晴          | 万治2年1月13日 （1659年3月6日）    | 寛文8年12月28日 （1669年1月30日）    |        | 近衛基熙              | 寛文元年12月24日 （1662年2月12日） | 寛文8年12月28日 （1669年1月30日）  |
| 近衛基熙          | 寛文8年12月28日 （1669年1月30日）  | 延宝3年9月19日 （1675年11月6日）     |        | （欠）                | （欠）                             | （欠）                             |
| 近衛基熙          | 寛文8年12月28日 （1669年1月30日）  | 延宝3年9月19日 （1675年11月6日）     |        | 徳大寺実維            | 寛文9年12月18日 （1670年2月8日）   | 寛文10年8月29日 （1670年10月12日） |
| 近衛基熙          | 寛文8年12月28日 （1669年1月30日）  | 延宝3年9月19日 （1675年11月6日）     |        | 一条内房              | 寛文10年11月9日 （1670年12月21日） | 延宝3年9月19日 （1675年11月6日）   |
| 一条内房          | 延宝3年9月19日 （1675年11月6日）   | 延宝4年8月23日 （1676年9月30日）     |        | 大炊御門経光          | 延宝3年9月19日 （1675年11月6日）   | 延宝6年11月19日 （1679年1月1日）   |
| 鷹司兼熙          | 延宝4年8月25日 （1676年10月2日）   | 天和2年11月18日 （1682年12月16日）   |        | 大炊御門経光          | 延宝3年9月19日 （1675年11月6日）   | 延宝6年11月19日 （1679年1月1日）   |
| 鷹司兼熙          | 延宝4年8月25日 （1676年10月2日）   | 天和2年11月18日 （1682年12月16日）   |        | 今出川公規            | 延宝6年11月19日 （1679年1月1日）   | 天和2年11月18日 （1682年12月16日） |
| 今出川公規        | 天和2年11月18日 （1682年12月16日） | 貞享元年10月1日 （1684年11月7日）    |        | 花山院定誠            | 天和2年11月18日 （1682年12月16日） | 貞享2年7月12日 （1685年8月11日）   |
| 近衛家熙          | 貞享元年10月1日 （1684年11月7日）  | 貞享4年3月13日 （1687年4月24日）     |        | 花山院定誠            | 天和2年11月18日 （1682年12月16日） | 貞享2年7月12日 （1685年8月11日）   |
| 近衛家熙          | 貞享元年10月1日 （1684年11月7日）  | 貞享4年3月13日 （1687年4月24日）     |        | 三条実治              | 貞享2年7月23日 （1685年8月22日）   | 元禄6年11月6日 （1693年12月2日）   |
| 九条輔実          | 貞享4年3月13日 （1687年4月24日）   | 元禄12年1月22日 （1699年2月21日）    |        | 三条実治              | 貞享2年7月23日 （1685年8月22日）   | 元禄6年11月6日 （1693年12月2日）   |
| 九条輔実          | 貞享4年3月13日 （1687年4月24日）   | 元禄12年1月22日 （1699年2月21日）    |        | 二条綱平              | 元禄6年11月12日 （1693年12月8日）  | 元禄12年1月22日 （1699年2月21日）  |
| 二条綱平          | 元禄12年1月22日 （1699年2月21日）  | 宝永3年11月25日 （1706年12月29日）   |        | 今出川伊季            | 元禄12年1月22日 （1699年2月21日）  | 宝永5年12月17日 （1709年1月27日）  |
| 近衛家久          | 宝永3年11月25日 （1706年12月29日） | 正徳2年12月18日 （1713年1月14日）    |        | 今出川伊季            | 元禄12年1月22日 （1699年2月21日）  | 宝永5年12月17日 （1709年1月27日）  |
| 近衛家久          | 宝永3年11月25日 （1706年12月29日） | 正徳2年12月18日 （1713年1月14日）    |        | 久我通誠              | 宝永5年12月19日 （1709年1月29日）  | 宝永6年4月23日 （1709年6月1日）    |
| 近衛家久          | 宝永3年11月25日 （1706年12月29日） | 正徳2年12月18日 （1713年1月14日）    |        | 九条師孝              | 宝永6年4月23日 （1709年6月1日）    | 正徳2年12月18日 （1713年1月14日）  |
| 九条師孝          | 正徳2年12月18日 （1713年1月14日）  | 正徳3年6月25日 （1713年8月15日）     |        | 二条吉忠              | 正徳2年12月18日 （1713年1月14日）  | 正徳3年7月19日 （1713年9月8日）    |
| 二条吉忠          | 正徳3年7月19日 （1713年9月8日）    | 享保3年1月28日 （1718年2月27日）     |        | 徳大寺公全            | 正徳3年7月30日 （1713年9月19日）   | 享保4年11月29日 （1720年1月8日）   |
| 一条兼香          | 享保3年1月28日 （1718年2月27日）   | 享保8年2月1日 （1723年3月7日）       |        | 徳大寺公全            | 正徳3年7月30日 （1713年9月19日）   | 享保4年11月29日 （1720年1月8日）   |
| 一条兼香          | 享保3年1月28日 （1718年2月27日）   | 享保8年2月1日 （1723年3月7日）       |        | 広幡豊忠              | 享保4年12月10日 （1720年1月19日）  | 享保5年1月12日 （1720年2月19日）   |
| 一条兼香          | 享保3年1月28日 （1718年2月27日）   | 享保8年2月1日 （1723年3月7日）       |        | 九条幸教              | 享保5年1月12日 （1720年2月19日）   | 享保9年2月8日 （1724年3月3日）     |
| 一条兼香 （還任） | 享保8年2月8日 （1723年3月14日）    | 享保9年2月8日 （1724年3月3日）       |        | 九条幸教              | 享保5年1月12日 （1720年2月19日）   | 享保9年2月8日 （1724年3月3日）     |
| 九条幸教          | 享保9年2月8日 （1724年3月3日）     | 享保12年12月12日 （1728年1月22日）   |        | 西園寺致季            | 享保9年2月11日 （1724年3月6日）    | 享保9年7月18日 （1724年9月5日）    |
| 九条幸教          | 享保9年2月8日 （1724年3月3日）     | 享保12年12月12日 （1728年1月22日）   |        | 醍醐冬熙              | 享保9年7月21日 （1724年9月8日）    | 享保10年2月18日 （1725年4月1日）   |
| 九条幸教          | 享保9年2月8日 （1724年3月3日）     | 享保12年12月12日 （1728年1月22日）   |        | 鷹司房熙              | 享保10年2月18日 （1725年4月1日）   | 享保12年12月12日 （1728年1月22日） |
| 鷹司房熙          | 享保12年12月12日 （1728年1月22日） | 享保15年4月24日※ （1730年6月9日）    |        | 久我惟通              | 享保12年12月14日 （1728年1月24日） | 享保15年9月26日 （1730年11月6日）  |
| 二条宗熙          | 享保15年9月18日 （1730年10月29日） | 元文3年6月18日※ （1738年8月3日）     |        | 久我惟通              | 享保12年12月14日 （1728年1月24日） | 享保15年9月26日 （1730年11月6日）  |
| 二条宗熙          | 享保15年9月18日 （1730年10月29日） | 元文3年6月18日※ （1738年8月3日）     |        | 花山院常雅            | 享保15年10月3日 （1730年11月12日） | 元文2年1月21日 （1737年2月20日）   |
| 二条宗熙          | 享保15年9月18日 （1730年10月29日） | 元文3年6月18日※ （1738年8月3日）     |        | 一条道香              | 元文2年1月24日 （1737年2月23日）   | 元文3年7月5日 （1738年8月19日）    |
| 一条道香          | 元文3年7月5日 （1738年8月19日）    | 寛保3年12月12日 （1744年1月26日）    |        | 九条稙基              | 元文3年7月5日 （1738年8月19日）    | 寛保3年2月21日 （1743年3月16日）   |
| 一条道香          | 元文3年7月5日 （1738年8月19日）    | 寛保3年12月12日 （1744年1月26日）    |        | 近衛内前              | 寛保3年6月29日 （1743年8月18日）   | 寛保3年12月15日 （1744年1月29日）  |
| 近衛内前          | 寛保3年12月15日 （1744年1月29日）  | 延享3年10月9日 （1746年11月21日）    |        | 二条宗基              | 寛保3年12月16日 （1744年1月30日）  | 延享3年12月24日 （1747年2月3日）   |
| 二条宗基          | 延享3年12月24日 （1747年2月3日）   | 延享4年4月7日 （1747年5月15日）      |        | 九条尚実              | 延享3年12月24日 （1747年2月3日）   | 延享4年4月14日 （1747年5月22日）   |
| 九条尚実          | 延享4年4月14日 （1747年5月22日）   | 宝暦4年1月26日 （1754年2月17日）     |        | 大炊御門経秀          | 延享4年4月14日 （1747年5月22日）   | 寛延2年11月18日 （1749年12月27日） |
| 九条尚実          | 延享4年4月14日 （1747年5月22日）   | 宝暦4年1月26日 （1754年2月17日）     |        | 三条実顕              | 寛延2年12月4日 （1750年1月11日）   | 寛延3年1月9日 （1750年2月15日）    |
| 九条尚実          | 延享4年4月14日 （1747年5月22日）   | 宝暦4年1月26日 （1754年2月17日）     |        | 久我通兄              | 寛延3年1月9日 （1750年2月15日）    | 寛延3年11月18日 （1750年12月16日） |
| 九条尚実          | 延享4年4月14日 （1747年5月22日）   | 宝暦4年1月26日 （1754年2月17日）     |        | 鷹司輔平              | 寛延3年11月20日 （1750年12月18日） | 宝暦4年1月26日 （1754年2月17日）   |
| 鷹司輔平          | 宝暦4年1月26日 （1754年2月17日）   | 宝暦13年9月25日 （1763年10月31日）   |        | 醍醐兼潔              | 宝暦4年1月26日 （1754年2月17日）   | 宝暦5年2月25日 （1755年4月6日）    |
| 鷹司輔平          | 宝暦4年1月26日 （1754年2月17日）   | 宝暦13年9月25日 （1763年10月31日）   |        | 西園寺公晃            | 宝暦5年2月25日 （1755年4月6日）    | 宝暦6年1月8日 （1756年2月7日）     |
| 鷹司輔平          | 宝暦4年1月26日 （1754年2月17日）   | 宝暦13年9月25日 （1763年10月31日）   |        | 九条道前              | 宝暦6年1月8日 （1756年2月7日）     | 宝暦13年9月25日 （1763年10月31日） |
| 九条道前          | 宝暦13年9月25日 （1763年10月31日） | 明和6年1月9日 （1769年2月15日）      |        | 二条重良              | 宝暦13年9月27日 （1763年11月2日）  | 明和5年7月2日※ （1768年8月13日）   |
| 九条道前          | 宝暦13年9月25日 （1763年10月31日） | 明和6年1月9日 （1769年2月15日）      |        | 花山院長熙            | 明和5年8月2日 （1768年9月12日）    | 明和6年8月14日※ （1769年9月13日）  |
| 一条輝良          | 明和6年1月9日 （1769年2月15日）    | 安永4年閏12月2日 （1776年1月22日）   |        | 花山院長熙            | 明和5年8月2日 （1768年9月12日）    | 明和6年8月14日※ （1769年9月13日）  |
| 一条輝良          | 明和6年1月9日 （1769年2月15日）    | 安永4年閏12月2日 （1776年1月22日）   |        | 広幡前豊              | 明和6年8月19日 （1769年9月18日）   | 安永4年閏12月2日 （1776年1月22日） |
| 近衛経熙          | 安永4年閏12月2日 （1776年1月22日） | 安永10年1月8日 （1781年1月31日）     |        | 鷹司政熙              | 安永4年閏12月2日 （1776年1月22日） | 安永10年1月10日 （1781年2月2日）   |
| 鷹司政熙          | 安永10年1月10日 （1781年2月2日）   | 寛政元年8月19日 （1789年10月7日）    |        | 大炊御門家孝          | 安永10年1月12日 （1781年2月4日）   | 天明2年2月30日 （1782年4月12日）   |
| 鷹司政熙          | 安永10年1月10日 （1781年2月2日）   | 寛政元年8月19日 （1789年10月7日）    |        | 二条治孝              | 天明2年2月30日 （1782年4月12日）   | 寛政元年8月19日 （1789年10月7日）  |
| 二条治孝          | 寛政元年8月19日 （1789年10月7日）  | 寛政4年2月6日 （1792年2月27日）      |        | 久我信通              | 寛政元年8月22日 （1789年10月10日） | 寛政4年1月6日 （1792年1月29日）    |
| 二条治孝          | 寛政元年8月19日 （1789年10月7日）  | 寛政4年2月6日 （1792年2月27日）      |        | 大炊御門家孝 （還任） | 寛政4年1月6日 （1792年1月29日）    | 寛政4年1月14日 （1792年2月6日）    |
| 二条治孝          | 寛政元年8月19日 （1789年10月7日）  | 寛政4年2月6日 （1792年2月27日）      |        | 西園寺賞季            | 寛政4年1月14日 （1792年2月6日）    | 寛政4年2月6日 （1792年2月27日）    |
| 一条忠良          | 寛政4年2月6日 （1792年2月27日）    | 寛政9年3月11日 （1797年4月7日）      |        | 三条実起              | 寛政4年2月6日 （1792年2月27日）    | 寛政9年3月27日 （1797年4月23日）   |
| 二条斉通          | 寛政9年3月27日 （1797年4月23日）   | 寛政10年1月26日 （1798年3月13日）    |        | 徳大寺実祖            | 寛政9年3月27日 （1797年4月23日）   | 寛政10年12月13日 （1799年1月18日） |
| 近衛基前          | 寛政10年1月28日 （1798年3月15日）  | 文化2年3月28日 （1805年4月27日）     |        | 徳大寺実祖            | 寛政9年3月27日 （1797年4月23日）   | 寛政10年12月13日 （1799年1月18日） |
| 近衛基前          | 寛政10年1月28日 （1798年3月15日）  | 文化2年3月28日 （1805年4月27日）     |        | 今出川実種            | 寛政10年12月13日 （1799年1月18日） | 寛政11年3月16日 （1799年4月20日）  |
| 近衛基前          | 寛政10年1月28日 （1798年3月15日）  | 文化2年3月28日 （1805年4月27日）     |        | 花山院愛徳            | 寛政11年3月16日 （1799年4月20日）  | 文化12年2月26日 （1815年4月5日）   |
| 九条輔嗣          | 文化2年4月1日 （1805年4月29日）    | 文化4年1月28日 （1807年3月6日）      |        | 花山院愛徳            | 寛政11年3月16日 （1799年4月20日）  | 文化12年2月26日 （1815年4月5日）   |
| 鷹司政通          | 文化4年2月1日 （1807年3月9日）     | 文化12年12月4日 （1816年1月2日）     |        | 花山院愛徳            | 寛政11年3月16日 （1799年4月20日）  | 文化12年2月26日 （1815年4月5日）   |
| 鷹司政通          | 文化4年2月1日 （1807年3月9日）     | 文化12年12月4日 （1816年1月2日）     |        | 二条斉信              | 文化12年2月26日 （1815年4月5日）   | 文化12年12月4日 （1816年1月2日）   |
| 二条斉信          | 文化12年12月4日 （1816年1月2日）   | 文政3年1月17日 （1820年3月1日）      |        | 三条公修              | 文化12年12月4日 （1816年1月2日）   | 文政4年4月7日 （1821年5月8日）     |
| 九条尚忠          | 文政3年1月17日 （1820年3月1日）    | 文政7年5月6日 （1824年6月2日）       |        | 三条公修              | 文化12年12月4日 （1816年1月2日）   | 文政4年4月7日 （1821年5月8日）     |
| 九条尚忠          | 文政3年1月17日 （1820年3月1日）    | 文政7年5月6日 （1824年6月2日）       |        | 大炊御門経久          | 文政4年4月12日 （1821年5月13日）   | 文政7年5月18日 （1824年6月14日）   |
| 近衛忠熙          | 文政7年5月7日 （1824年6月3日）     | 天保5年9月22日 （1834年10月24日）    |        | 大炊御門経久          | 文政4年4月12日 （1821年5月13日）   | 文政7年5月18日 （1824年6月14日）   |
| 近衛忠熙          | 文政7年5月7日 （1824年6月3日）     | 天保5年9月22日 （1834年10月24日）    |        | 久我通明              | 文政7年5月18日 （1824年6月14日）   | 文政7年6月4日 （1824年6月30日）    |
| 近衛忠熙          | 文政7年5月7日 （1824年6月3日）     | 天保5年9月22日 （1834年10月24日）    |        | 鷹司輔熙              | 文政7年6月4日 （1824年6月30日）    | 天保5年9月22日 （1834年10月24日）  |
| 鷹司輔熙          | 天保5年9月22日 （1834年10月24日）  | 嘉永2年1月13日 （1849年2月5日）      |        | 花山院家厚            | 天保5年10月10日 （1834年11月10日） | 弘化4年12月27日 （1848年2月1日）   |
| 鷹司輔熙          | 天保5年9月22日 （1834年10月24日）  | 嘉永2年1月13日 （1849年2月5日）      |        | 醍醐輝弘              | 弘化4年12月27日 （1848年2月1日）   | 弘化5年2月11日 （1848年3月15日）   |
| 鷹司輔熙          | 天保5年9月22日 （1834年10月24日）  | 嘉永2年1月13日 （1849年2月5日）      |        | 徳大寺実堅            | 弘化5年2月11日 （1848年3月15日）   | 嘉永元年3月21日 （1848年4月24日）  |
| 鷹司輔熙          | 天保5年9月22日 （1834年10月24日）  | 嘉永2年1月13日 （1849年2月5日）      |        | 一条忠香              | 嘉永元年3月21日 （1848年4月24日）  | 嘉永2年1月14日 （1849年2月6日）    |
| 一条忠香          | 嘉永2年1月14日 （1849年2月6日）    | 安政6年3月27日 （1859年4月29日）     |        | 広幡基豊              | 嘉永2年1月22日 （1849年2月14日）   | 安政4年2月8日 （1857年3月3日）     |
| 一条忠香          | 嘉永2年1月14日 （1849年2月6日）    | 安政6年3月27日 （1859年4月29日）     |        | 三条実万              | 安政4年2月8日 （1857年3月3日）     | 安政5年3月21日 （1858年5月4日）    |
| 一条忠香          | 嘉永2年1月14日 （1849年2月6日）    | 安政6年3月27日 （1859年4月29日）     |        | 久我建通              | 安政5年3月24日 （1858年5月7日）    | 文久2年8月25日 （1862年9月18日）   |
| 二条斉敬          | 安政6年3月27日 （1859年4月29日）   | 文久2年5月11日 （1862年6月8日）      |        | 久我建通              | 安政5年3月24日 （1858年5月7日）    | 文久2年8月25日 （1862年9月18日）   |
| 近衛忠房          | 文久2年5月12日 （1862年6月9日）    | 慶応2年1月18日 （1866年3月4日）      |        | 久我建通              | 安政5年3月24日 （1858年5月7日）    | 文久2年8月25日 （1862年9月18日）   |
| 近衛忠房          | 文久2年5月12日 （1862年6月9日）    | 慶応2年1月18日 （1866年3月4日）      |        | 徳大寺公純            | 文久2年9月21日 （1862年11月12日）  | 文久3年12月23日 （1864年1月31日）  |
| 近衛忠房          | 文久2年5月12日 （1862年6月9日）    | 慶応2年1月18日 （1866年3月4日）      |        | 大炊御門家信          | 文久3年12月23日 （1864年1月31日）  | 慶応3年11月30日 （1867年12月25日） |
| 一条実良          | 慶応2年1月18日 （1866年3月4日）    | 慶応3年11月30日 （1867年12月25日）   |        | 大炊御門家信          | 文久3年12月23日 （1864年1月31日）  | 慶応3年11月30日 （1867年12月25日） |
| 九条道孝          | 慶応3年11月30日 （1867年12月25日） | 慶応4年閏4月22日 （1868年6月12日）   |        | 広幡忠礼              | 慶応3年11月30日 （1867年12月25日） | 慶応4年閏4月22日 （1868年6月12日） |
| 三条実美          | 慶応4年閏4月22日 （1868年6月12日） | 明治2年7月8日 （1869年8月15日）      |        | 岩倉具視              | 慶応4年閏4月22日 （1868年6月12日） | 慶応4年閏4月25日 （1868年6月15日） |
| 三条実美          | 慶応4年閏4月22日 （1868年6月12日） | 明治2年7月8日 （1869年8月15日）      | （欠） |                       |                                    |                                    |

### 武家官位の近衛大将
|          | 右近衛大将                            | 在職（就任 - 辞任）                   |
| 徳川家光 | 元和9年3月15日（1623年4月14日）任 -   | 元和9年3月15日（1623年4月14日）任 -   |
| 徳川家綱 | 慶安4年7月26日（1651年9月10日）任 -   | 慶安4年7月26日（1651年9月10日）任 -   |
| 徳川綱吉 | 延宝8年7月18日（1680年8月12日）任 -   | 延宝8年7月18日（1680年8月12日）任 -   |
| 徳川家宣 | 宝永6年4月2日（1709年5月11日）任 -    | 宝永6年4月2日（1709年5月11日）任 -    |
| 徳川家継 | 正徳3年3月4日（1713年3月29日）任 -    | 正徳3年3月4日（1713年3月29日）任 -    |
| 徳川吉宗 | 享保元年7月18日（1716年9月3日）任 -   | 享保元年7月18日（1716年9月3日）任 -   |
| 徳川家重 | 寛保元年7月7日（1741年8月17日）任 -   | 寛保元年7月7日（1741年8月17日）任 -   |
| 徳川家治 | 宝暦10年2月4日（1760年3月20日）任 -   | 宝暦10年2月4日（1760年3月20日）任 -   |
| 徳川家斉 | 天明7年3月6日（1787年4月23日）任 -    | 天明7年3月6日（1787年4月23日）任 -    |
| 徳川家慶 | 文化13年3月11日（1816年4月8日）任 -   | 文化13年3月11日（1816年4月8日）任 -   |
| 徳川家定 | 天保8年8月5日（1837年9月4日）任 -     | 天保8年8月5日（1837年9月4日）任 -     |
| 徳川家茂 | 安政5年10月25日（1858年11月30日）任 - | 安政5年10月25日（1858年11月30日）任 - |
| 徳川慶喜 | 慶応2年12月5日（1867年1月10日）任 -   | 慶応2年12月5日（1867年1月10日）任 -   |